# 해리 S. 트루먼 행정부
해리 S. 트루먼의 제33대 미국 대통령으로서의 임기는 1945년 4월 12일 프랭클린 D. 루스벨트 대통령의 서거로 시작되어 1953년 1월 20일에 끝났다. 그는 대통령직을 승계하기까지 부통령으로서 불과 82일 동안만 재직했다. 미주리주 출신의 민주당원이었던 트루먼은 1948년 대통령 선거에 출마하여 공화당 후보 토머스 E. 듀이와 주권민주당 후보 스트롬 서먼드를 간신히 물리치고 4년 임기를 얻었다. 새로 비준된 미국 수정 헌법 제22조는 이전 재임 기간에 소급 적용되지 않았지만, 트루먼은 낮은 인기로 인해 1952년 대통령 선거에서 재선 시도를 철회했다. 그의 후임은 공화당의 드와이트 D. 아이젠하워였다.
트루먼의 대통령 재임 기간은 미국이 국제주의 외교 정책에 참여하고 고립주의를 포기하면서 외교의 전환점이 되었다. 재임 첫 해에 트루먼은 히로시마·나가사키 원자폭탄 투하를 승인했고, 이어서 일본의 항복을 받아들여 제2차 세계 대전을 종식시켰다. 제2차 세계 대전의 여파 속에서 그는 유엔과 기타 전후 기관들을 설립하는 데 도움을 주었다. 소련과의 관계는 1945년 이후 악화되었고, 1947년에는 양국이 냉전으로 알려진 긴장과 전쟁 준비의 장기적인 시기에 접어들었으며, 이 기간 동안 모스크바와의 뜨거운 싸움은 피할 수 있었다. 트루먼은 헨리 A. 월리스와 결별했는데, 그는 모스크바와의 우정을 요구하며 1948년에 진보당의 대통령 후보로 출마했다. 1947년, 트루먼은 그리스와 튀르키예에 대한 해외 원조를 통해 공산주의의 확산을 막을 것을 요구하는 트루먼 독트린을 선포했다. 1948년, 공화당이 통제하는 의회는 서유럽을 재건하기 위한 대규모 재정 지원 패키지인 마셜 플랜을 승인했다. 1949년, 트루먼 행정부는 소련의 서방 확장을 막기 위해 서방 국가들의 군사 동맹인 NATO의 창설을 설계하고 감독했다.
트루먼은 "페어딜 정책"으로 알려진 야심찬 국내 자유주의 의제를 제안했다. 그러나 그의 거의 모든 이니셔티브는 공화당과 보수적인 남부 민주당원의 보수 연합에 의해 저지되었다. 공화당은 1945–46년 파업 물결 이후 1946년 선거에서 의회의 통제권을 장악했다. 트루먼은 제80차 의회가 그의 거부권을 무시하고 태프트-하틀리 법을 통과시키면서 보수 연합에 또 다른 큰 패배를 당했다. 이는 뉴딜 정책의 핵심이었던 친노동조합법의 일부를 뒤집었다. 보수 공화당 상원의원 로버트 태프트가 예상치 못하게 1949년 주택법을 지지하면서 트루먼은 새로운 자유주의 프로그램을 달성했다. 트루먼은 시민권에 대해 강력한 입장을 취했으며, 딥 사우스의 백인 정치인들의 불쾌감을 무릅쓰고 군대 내에서 평등권을 명령했다. 그들은 1948년에 "주권민주당" 제3당 후보인 스트롬 서먼드를 지지했다. 트루먼은 나중에 1950년대에 군대의 통합을 추진했다. 그의 대통령 재임 기간 동안 소련 스파이 활동에 대한 두려움은 적색공포로 이어졌다. 트루먼은 소련에 대한 동조라는 근거 없는 비난을 하는 사람들을 비난했지만, 공산주의를 부인하기를 거부한 좌파 연방 공무원들도 숙청했다.
1950년 공산주의 북한이 남한을 침공하자 트루먼은 미군을 파견하여 남한의 함락을 막았다. 그러나 초기 성공에도 불구하고 전쟁은 트루먼 대통령 재임 기간 내내 교착 상태에 빠졌다. 트루먼은 주로 6.25 전쟁과 당시 논란이 많았던 더글러스 맥아더 장군을 해임하기로 한 결정으로 인해 지지율이 크게 떨어지면서 20세기 가장 인기 없는 대통령 중 한 명으로 퇴임했다. 1952년 대통령 선거에서 아이젠하워는 트루먼의 실패를 비난하며 성공적으로 선거 운동을 벌였다: "한국, 공산주의, 부패". 그럼에도 불구하고 트루먼은 학자들 사이에서 강한 명성을 유지했으며, 그의 대중적 명성은 1960년대에 회복되었다. 역사가와 정치 과학자들의 여론 조사에서 트루먼은 일반적으로 가장 위대한 대통령 10인 중 한 명으로 평가된다.

## 취임

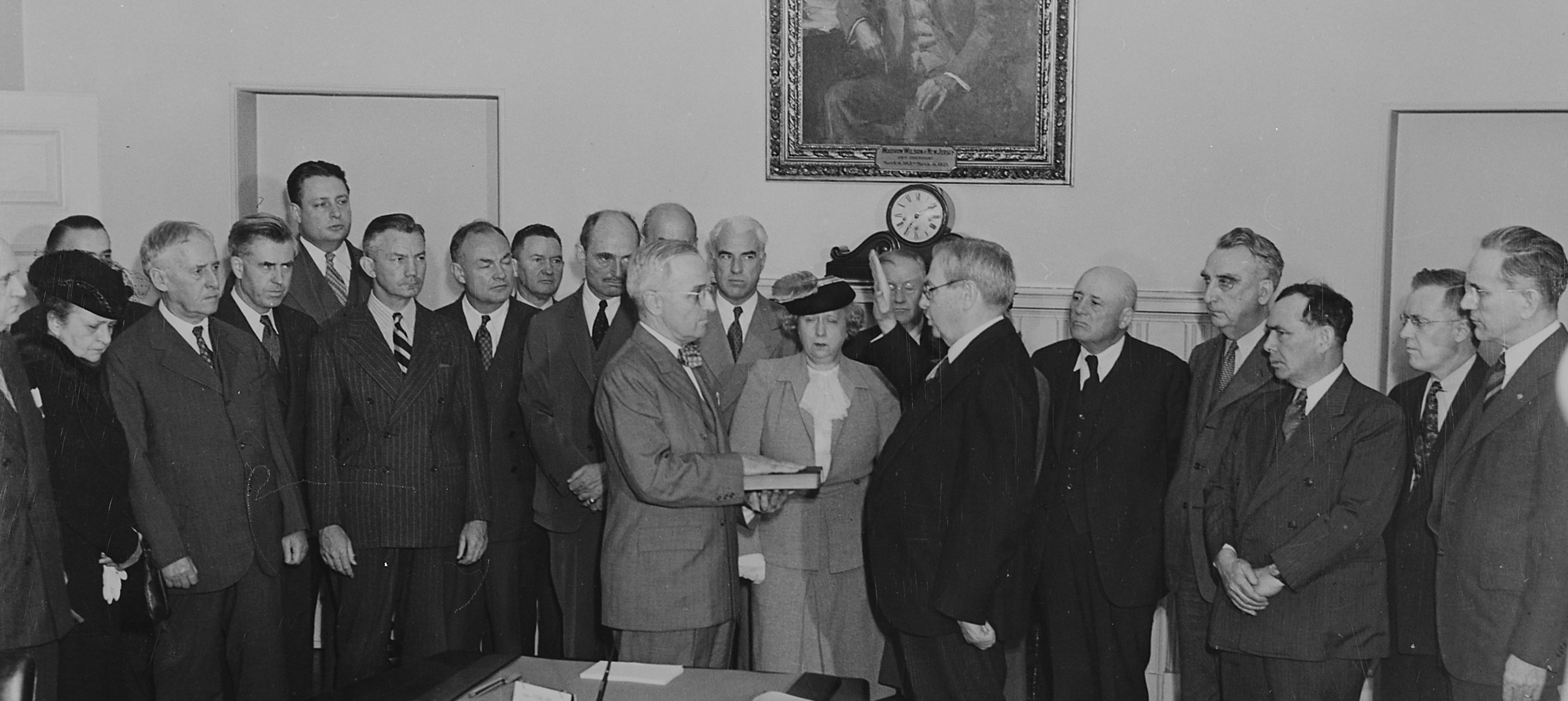
트루먼은 대법원장 할란 피스크 스톤이 백악관 캐비닛룸에서 제33대 미국 대통령으로 취임 선서를 하는 동안 베스 트루먼이 지켜보고 있다.

프랭클린 D. 루스벨트 대통령은 1944년 대통령 선거에서 재선을 추구했다. 루스벨트는 개인적으로 현 부통령인 헨리 A. 월리스 또는 제임스 F. 번즈를 부통령 후보로 선호했다. 그러나 월리스는 민주당 내 보수주의자들 사이에서 인기가 없었다. 전 카톨릭 신자였던 번즈는 많은 자유주의자와 카톨릭 신자들의 반대에 부딪혔다. 당 지도자들의 요청에 따라 루스벨트는 당의 모든 파벌에 수용될 수 있는 트루먼과 함께 출마하는 데 동의했고, 트루먼은 1944년 민주당 전당대회에서 부통령 후보로 지명되었다.
민주당은 1944년 미국 선거에서 의회와 대통령직을 유지했으며, 트루먼은 1945년 1월 부통령으로 취임했다. 그는 행정부에서 중요한 역할을 하지 못했으며, 원자 폭탄과 같은 주요 개발 사항에 대해 통보받지 못했다. 1945년 4월 12일 오후, 트루먼은 동맹국들이 새롭고 파괴적인 무기를 가지고 있다는 간략한 통보를 받았지만, 국방장관 헨리 스팀슨이 원자 폭탄의 상세한 내용을 거의 준비된 상태로 알려준 것은 4월 25일이 되어서였다. 독일은 1945년 5월 8일 항복하여 유럽에서의 전쟁을 종식시켰다. 트루먼은 태평양으로 시선을 돌렸으며, 가능한 한 적은 인명과 정부 자원으로 전쟁을 빨리 끝내기를 희망했다. 1945년 4월 12일, 트루먼은 급히 백악관으로 소환되었고, 그곳에서 엘리너 루스벨트를 만나 대통령이 서거했음을 알게 되었다. 충격을 받은 트루먼은 루스벨트 부인에게 "제가 도울 일이 있습니까?"라고 물었고, 루스벨트 부인은 "저희가 도울 일이 있습니까? 지금 곤경에 처한 분은 당신입니다."라고 답했다. 취임 다음 날 트루먼은 기자들에게 말했다: "여러분, 기도할 일이 있다면 지금 저를 위해 기도해주십시오. 여러분이 건초 더미에 깔려본 적이 있는지는 모르겠지만, 어제 일어난 일을 들었을 때 저는 달과 별, 그리고 모든 행성들이 제게 떨어진 것 같았습니다." 초당적인 우호적 여론은 새 대통령에게 밀월 기간을 제공했다.

## 행정부
트루먼은 모든 결정에 대한 최종 공식 승인을 자신이 내리는 것을 제외하고는 대부분의 권한을 내각 관리들에게 위임했다. 루스벨트 행정부의 잔존 세력을 정리한 후, 내각 구성원들은 대부분 오래된 측근들이었다. 백악관은 12명 남짓한 보좌관들로 인력난을 겪고 있었고, 크게 확장된 행정부의 많은 업무량을 감당하기 어려웠다. 트루먼은 자신의 비서실장 역할을 했으며, 자신이 매우 잘 알고 있던 의회와의 연락도 직접 담당했다. 덜 중요한 문제들은 1945년부터 1946년까지 새뮤얼 로젠만, 1946년부터 1950년까지 클라크 클리포드, 1950년부터 1953년까지 찰스 S. 머피 등 특별 고문들에게 위임했다. 그는 언론을 상대하는 데 능숙하지 않았다. 그의 경력에 있어서 모든 좌절에 대한 잠재된 분노로 가득 차 있던 그는 기자들을 비통하게 불신하며, 다음 부주의한 실수만 기다리는 적들로 보았다. 트루먼은 매우 열심히 일하여 종종 탈진 상태에 이르렀고, 이로 인해 그는 예민하고 대통령답지 않은 모습으로 보일 위험이 있었다. 그는 원자 폭탄, 트루먼 계획, 6.25 전쟁, 맥아더 장군의 해임과 같은 주요 문제들을 내각 및 다른 고문들과 심도 있게 논의했다. 그는 연방 예산의 세부 사항을 누구보다도 잘 이해했다. 트루먼의 근시는 인쇄물을 읽기 어렵게 만들었고, 그는 준비된 연설에 서툴렀다. 그러나 그의 드러난 분노는 효과적인 유세 연설가로 만들었으며, 지지자들이 "해리에게 지옥을 맛보여 줘!"라고 외치는 가운데 적들을 비난했다.

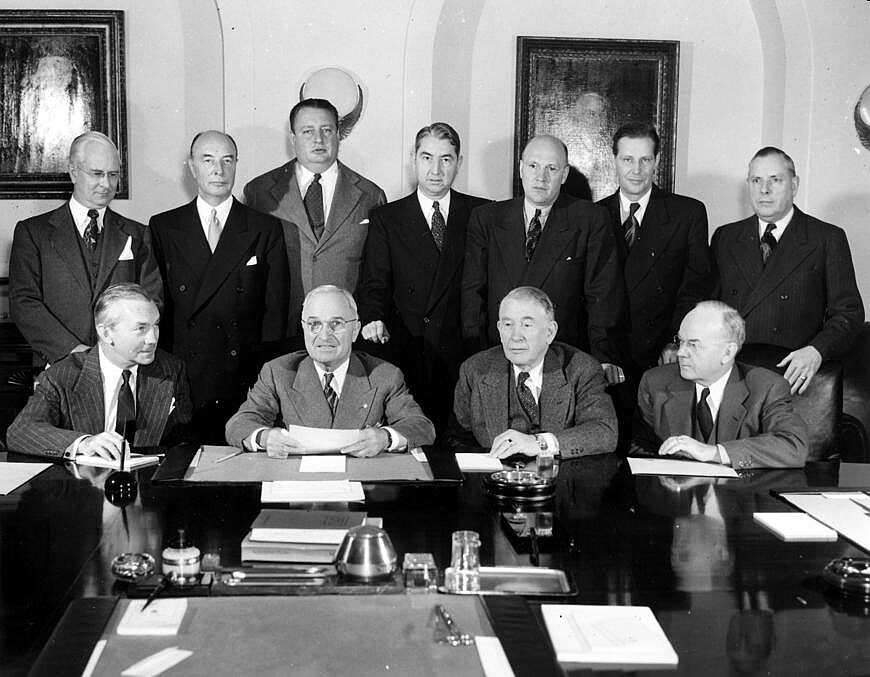
트루먼 내각, 1949년

처음에 트루먼은 루스벨트 내각의 모든 구성원에게 당분간 현직을 유지하도록 요청했지만, 1946년 말까지 루스벨트가 임명한 유일한 인사는 제임스 포레스탈 해군장관뿐이었다. 프레드 빈슨은 1945년 7월 헨리 모건소 주니어 재무장관의 후임이 되었다. 트루먼은 1946년 빈슨을 대법원에 임명했고 존 웨슬리 스나이더가 재무장관으로 지명되었다. 트루먼은 에드워드 스테티니어스 국무장관을 상원 시절의 오랜 친구인 제임스 F. 번즈로 신속히 교체했다. 그러나 번즈는 1945년 말 모스크바에 대한 유화 정책으로 트루먼의 신뢰를 잃었고, 1947년 1월에는 전직 장군인 조지 마셜로 교체되었다. 국무차관 딘 애치슨은 "현자들"로 알려진 고문 그룹과 함께 외교의 주역이었고, 마셜은 트루먼 외교 정책의 얼굴로 부상했다.
1947년, 포레스탈은 최초의 국방장관이 되어 미군의 모든 부서를 감독했다. 정신적 쇠약으로 1949년에 은퇴했으며, 그 후임으로 루이 존슨, 마셜, 그리고 마지막으로 로버트 러벳이 임명되었다. 애치슨은 1949년부터 1953년까지 국무장관을 지냈다. 트루먼은 종종 오랜 개인적인 친구들을 임명했는데, 때로는 그들의 능력 범위를 훨씬 뛰어넘는 직책에 임명하기도 했다. 이러한 친구들로는 빈슨, 스나이더, 그리고 군사 보좌관 해리 H. 보건 등이 있었다. 내각 외에, 클라크 클리포드와 존 R. 스틸먼은 트루먼이 큰 문제에 대해 자신의 비서실장 역할을 하는 동안 사소한 문제들을 처리하는 직원들이었다.

### 부통령직
트루먼의 첫 임기(3년 253일 부분) 동안 부통령직은 공석으로 남아 있었다. 이는 1967년 미국 수정 헌법 제25조 비준 이전에 헌법에 공석을 채울 조항이 없었기 때문이다. 1947년 대통령 계승법 통과 전까지 국무장관은 대통령 계승 순위에서 다음 순위였다. 1947년 7월 이 법이 통과된 후에는 하원 의장이 다음 순위가 되었다. 트루먼의 첫 임기 동안 여러 시점에서 에드워드 스테티니어스 국무장관, 제임스 F. 번즈 국무장관, 조지 마셜 국무장관, 조지프 마틴 주니어 하원 의장, 샘 레이번 하원 의장이 트루먼이 퇴임할 경우 대통령직을 승계했을 것이다. 앨번 윌리엄 바클리는 1948년 선거에서 트루먼의 러닝메이트로 출마하여 트루먼의 두 번째 임기 동안 부통령이 되었다. 트루먼은 그를 내각 회의에 참여시켰다.

## 사법부 임명
트루먼은 미국 연방 대법원에 네 명의 대법관을 임명했다. 1945년 오웬 로버츠의 은퇴 후, 트루먼은 오하이오주 공화당 상원의원 해럴드 히츠 버턴을 대법원에 임명했다. 로버츠는 루스벨트가 임명하거나 대법원장으로 승격시키지 않은 유일한 대법관이었고, 트루먼은 로버츠의 후임으로 공화당원을 지명하는 것이 중요하다고 생각했다. 할란 피스크 스톤 대법원장은 1946년에 사망했고, 트루먼은 프레드 빈슨 재무장관을 스톤의 후임으로 임명했다. 1949년에는 프랭크 머피와 와일리 블런트 러틀리지의 사망으로 두 자리가 공석이 되었다. 트루먼은 톰 C. 클라크 법무장관을 머피의 후임으로, 연방 항소법원 판사 셔먼 민턴을 러틀리지의 후임으로 임명했다. 빈슨은 1953년 사망할 때까지 단 7년 동안 재직했으며, 민턴은 1956년 대법원에서 사임했다. 버턴은 1958년까지 재직했으며, 종종 펠릭스 프랑크푸르터가 이끄는 보수 블록에 합류했다. 클라크는 1967년까지 재직했으며, 빈슨 법원과 워런 법원에서 중요한 스윙 보트로 부상했다. 대법원 임명 외에도 트루먼은 항소법원에 27명, 연방 지방법원에 101명의 판사를 임명했다.

## 제2차 세계 대전 종전
1945년 4월까지 연합군은 독일을 거의 물리칠 지경에 이르렀지만, 일본은 태평양 전쟁에서 여전히 강력한 적이었다. 부통령으로서 트루먼은 전쟁 관련 주요 계획, 특히 세계 최초의 원자 폭탄 실험을 앞두고 있던 극비 맨해튼 계획에 대해 알지 못했다. 1945년 4월 12일 오후에야 트루먼은 연합국이 새롭고 매우 파괴적인 무기를 가지고 있다는 간략한 통보를 받았고, 4월 25일에야 헨리 스팀슨 국방장관이 그에게 거의 준비된 원자 폭탄의 세부 사항을 알렸다. 독일은 1945년 5월 8일에 항복하여 유럽에서의 전쟁을 끝냈다. 트루먼의 관심은 태평양으로 향했고, 그는 가능한 한 빨리, 그리고 최소한의 인명과 정부 자원으로 전쟁을 끝내기를 희망했다.

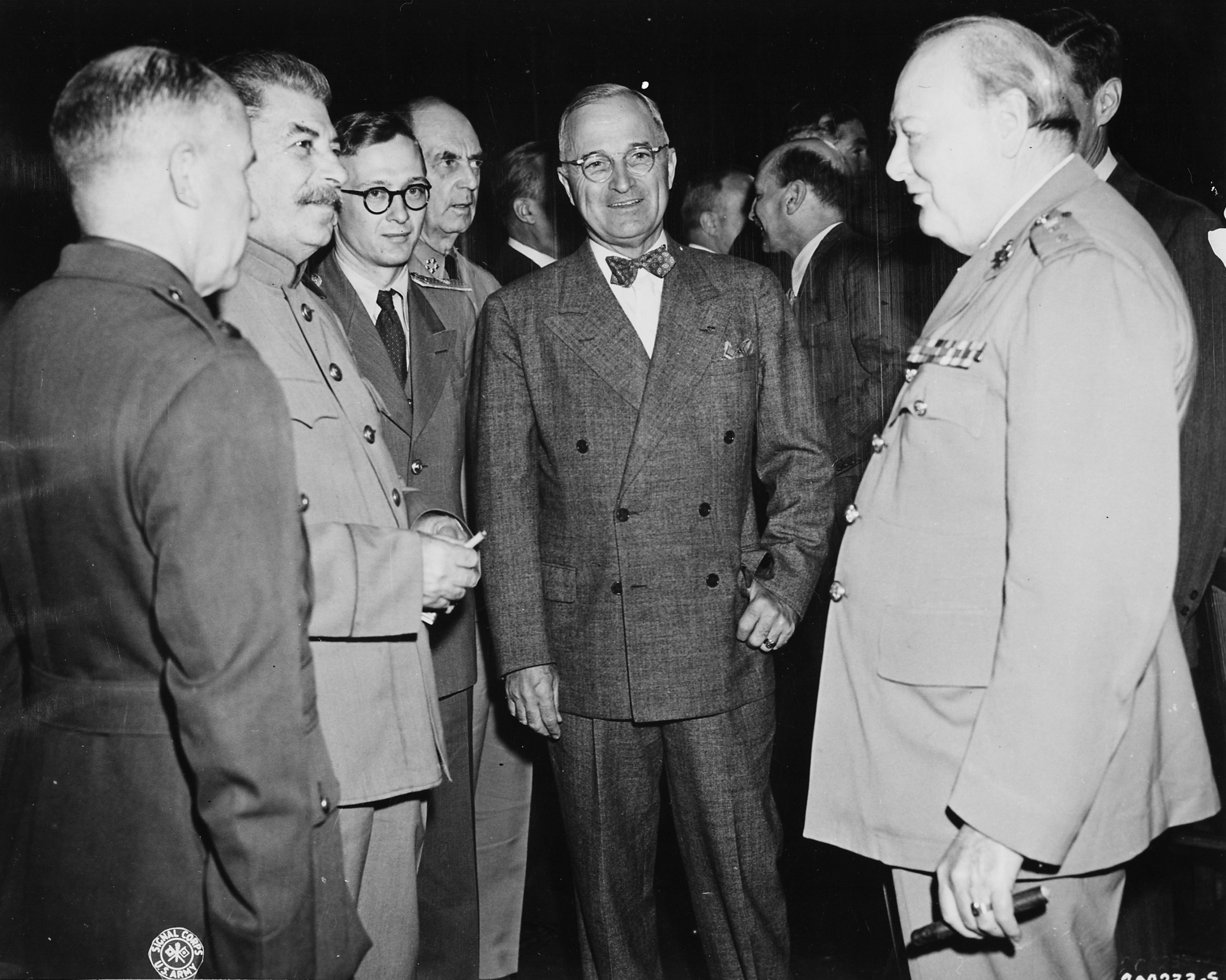
이오시프 스탈린, 해리 S. 트루먼, 윈스턴 처칠이 1945년 7월 포츠담에서 만났다.

전쟁이 끝나갈 무렵, 트루먼은 포츠담 회담에 참석하기 위해 베를린으로 날아가 소련 지도자 이오시프 스탈린과 영국 지도자 윈스턴 처칠과 전후 질서에 대해 논의했다. 포츠담 회담에서 여러 가지 주요 결정이 내려졌다. 독일은 네 개의 점령 지역(세 강대국과 프랑스)으로 나뉘고, 독일의 국경은 서쪽으로 오데르-나이세선까지 이동하며, 소련이 지지하는 국가 단일 임시 정부가 폴란드의 합법적인 정부로 인정되고, 베트남은 16도선에서 분할되었다. 소련은 또한 일본이 점령한 만주를 침공하는 데 동의했다. 포츠담 회담에 참석하는 동안 트루먼은 7월 16일 최초의 원자 폭탄 트리니티 실험이 성공적이었다는 통보를 받았다. 그는 스탈린에게 미국이 일본에 대해 새로운 종류의 무기를 사용하려 한다고 넌지시 말했다. 이것이 소련이 원자 폭탄에 대한 정보를 공식적으로 받은 첫 번째 경우였지만, 스탈린은 트루먼보다 훨씬 이전에 스파이 활동을 통해 원자 폭탄 프로젝트에 대해 이미 알고 있었다.

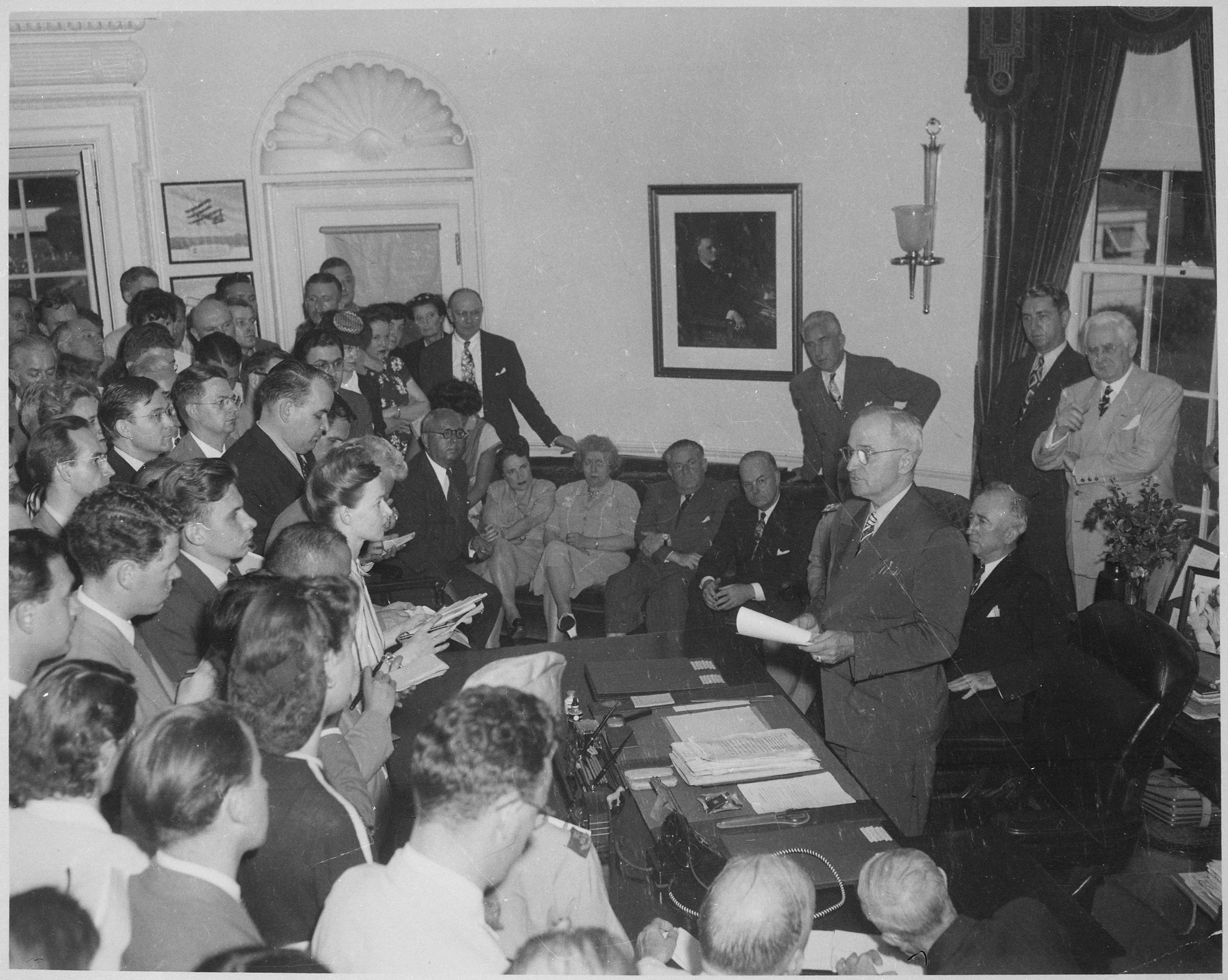
트루먼이 일본의 항복을 발표하고 있다. 워싱턴 D.C., 1945년 8월 14일

1945년 8월, 일본 정부는 포츠담 선언에 명시된 항복 요구를 무시했다. 대부분의 보좌관들의 지지를 받아 트루먼은 히로시마와 나가사키시에 원자 폭탄을 투하하는 군사 계획 일정을 승인했다. 히로시마는 8월 6일에, 나가사키는 3일 후에 폭격되어 약 135,000명의 사망자를 냈고, 그 후 5년 동안 또 다른 130,000명이 방사능 질병 및 기타 폭탄 관련 질병으로 사망했다. 소련이 만주를 침공한 후, 일본은 8월 10일 쇼와 천황이 퇴위하지 않을 것이라는 단 하나의 조건으로 항복에 동의했다. 내부 논의 끝에 트루먼 행정부는 이 항복 조건을 받아들였다.
히로시마와 나가사키에 원자 폭탄을 투하하기로 한 결정은 오랜 논쟁을 불러일으켰다. 폭격 지지자들은 일본이 외곽 섬들을 끈질기게 방어했던 것을 고려할 때, 이 폭격이 일본 본토 침공 시 발생했을 수 있는 수십만 명의 인명 손실을 막았다고 주장한다. 퇴임 후 트루먼은 기자에게 원자 폭탄 투하는 "미국 측에서 12만 5천 명, 일본 측에서 12만 5천 명의 젊은이들이 죽는 것을 막기 위해 행해졌으며, 그것이 바로 그 효과를 냈습니다. 아마도 양측에서 50만 명의 젊은이들이 평생 불구로 살게 되는 것도 막았을 것입니다."라고 말했다. 트루먼은 또한 소련이 일본 점령 지역을 침공하여 공산주의 정부를 세우기 전에 전쟁을 끝내고자 하는 열망에 의해 동기 부여되었다. 연합군 사령관이자 트루먼의 후임자인 드와이트 D. 아이젠하워와 같은 비판자들은 소이탄 투하와 봉쇄와 같은 재래식 전술이 핵무기 없이도 일본의 항복을 유도할 수 있었음을 감안할 때 핵무기 사용이 불필요했다고 주장했다.

## 외교
트루먼의 주요 고문들은 국무부, 특히 딘 애치슨에서 나왔다. 미국 외교 정책의 주요 문제들은 다음과 같다.
- 제2차 세계 대전의 최종 단계는 최소한의 미국인 사상자로 일본을 물리치는 문제였다. 트루먼은 모스크바에게 북쪽에서 침공하도록 요청했고, 두 개의 원자 폭탄을 투하하기로 결정했다.[35]
- 전후 재건: 제2차 세계 대전 종전 후, 트루먼은 유럽과 일본을 재건하는 과제에 직면했다. 그는 유럽에 경제 원조를 제공하기 위해 마셜 플랜을 시행했으며, 워싱턴은 일본의 재건을 감독했다.[36]
- 유엔 창설: 트루먼은 국제 협력을 증진하고 또 다른 세계 대전을 방지하기 위해 1945년에 설립된 유엔의 창설에 중요한 역할을 했다. 소련의 거부권 때문에 대부분의 주요 분쟁에서 비효율적이었다.[37]
- 냉전: 트루먼은 1947년 미국과 소련 간의 긴장과 경쟁이 고조되는 시기인 냉전으로 국가를 이끌었다. 트루먼은 NATO 군사 동맹을 결성하는 데 도움을 주었다. 그는 공산주의의 확산을 막고 전 세계에 걸친 소련의 영향력을 제한하는 것을 목표로 하는 봉쇄 정책을 시행했다.[38]
- 6.25 전쟁: 1950년, 북한이 남한을 침공하여 1953년까지 지속된 유혈 분쟁으로 이어졌다. 트루먼은 분쟁에 대한 미국의 군사 개입을 승인했으며, 이는 장기적이고 비용이 많이 드는 전쟁으로 이어졌다. 그는 더글러스 맥아더 장군의 조언을 거부하고 1951년에 그를 해고했다.[39]
- 핵 군비 경쟁: 트루먼은 수소 폭탄을 개발하기로 결정했다. 그는 미국의 핵무기 개발과 소련과의 핵 군비 경쟁 시작을 감독했으며, 이는 미국 외교 정책에 광범위한 영향을 미쳤다.[40]

### 전후 국제 질서

#### 유엔
루스벨트는 집권 말년에 전후 정치와 경제를 재편하고 1919년의 실수를 피하기 위한 여러 주요 계획을 추진했다. 그 조직들 중 으뜸은 국제연맹과 유사하며 국제 협력을 보장하는 데 도움이 되도록 설계된 정부 간 기구인 유엔이었다. 트루먼이 취임했을 때, 대표단은 샌프란시스코에서 열릴 국제 연합 국제 기구 회의에 참석할 예정이었다. 윌슨주의 국제주의자로서 트루먼은 유엔 창설을 강력히 지지했으며, 샌프란시스코 회의에서 유엔 헌장에 서명했다. 트루먼은 1919년 베르사유 조약을 비준하려던 우드로 윌슨의 당파적 시도를 되풀이하지 않았다. 대신 그는 아서 H. 밴든버그 상원의원 및 다른 공화당 지도자들과 긴밀히 협력하여 비준을 확보했다. 미국 상원 외교위원회의 주요 인물인 밴든버그와의 협력은 트루먼의 외교 정책에 결정적인 역할을 했으며, 특히 공화당이 1946년 선거에서 의회를 장악한 후에 더욱 그러했다. 유엔 본부 건설은 록펠러 재단의 자금 지원을 받아 1952년에 완공되었다.

#### 무역 및 저관세
1934년, 의회는 상호 관세법을 통과시켜 대통령에게 관세율을 설정하는 데 전례 없는 권한을 부여했다. 이 법은 미국과 다른 국가들이 상호 간에 관세율을 낮추기로 합의하는 상호 협정의 체결을 허용했다. 높은 관세를 선호하는 이들의 상당한 반대에도 불구하고, 트루먼은 상호 협정 프로그램의 입법 연장을 획득할 수 있었고, 그의 행정부는 무역 장벽을 낮추는 수많은 양자 협정을 체결했다. 트루먼 행정부는 또한 다자간 무역 협상을 통해 전 세계 관세율을 더 낮추려고 노력했으며, 국무부는 국제 무역 기구 (ITO) 설립을 제안했다. ITO는 회원국 간의 무역을 규제할 광범위한 권한을 갖도록 설계되었으며, 그 헌장은 1948년 유엔에 의해 승인되었다. 그러나 ITO의 광범위한 권한은 의회에서 반발을 불러일으켰고, 트루먼은 상원에 헌장 비준을 요청하지 않았다. ITO를 창설하는 과정에서 미국과 22개국은 무역 정책을 규율하는 일련의 원칙인 관세 무역 일반 협정 (GATT)에 서명했다. 이 협정의 조건에 따라 각국은 전반적인 관세율을 낮추고 각 공동 서명국을 "최혜국 대우"로 대우하기로 합의했는데, 이는 비서명국이 더 유리한 관세율의 혜택을 받을 수 없음을 의미한다. 상호 관세법, GATT, 그리고 인플레이션의 조합으로 인해 1930년 스무트-홀리 관세법 통과와 1953년 트루먼 행정부 종료 사이에 미국의 관세율은 급격히 하락했다.

#### 유럽 난민
제2차 세계 대전은 유럽에 수백만 명의 난민을 발생시켰는데, 특히 독일의 전 포로들과 강제 노동자들이 많았다. 트루먼은 이 도전에 대처하는 데 주도적인 역할을 했다. 그는 난민 재정착을 도운 임시 국제 기구인 새로운 국제난민기구 (IRO)를 지지했다. 미국은 또한 임시 캠프에 자금을 지원하고 많은 난민을 영주권자로 받아들였다. 트루먼은 1948년 실향민법을 위해 의회로부터 충분한 자금을 확보했으며, 이 법은 제2차 세계 대전의 실향민 중 상당수가 미국으로 이민 올 수 있도록 허용했다. IRO에 의해 재정착된 약 백만 명 중 40만 명 이상이 미국에 정착했다. IRO가 직면한 가장 논쟁적인 문제는 유럽 유대인들의 재정착이었는데, 이들 중 많은 수가 트루먼의 지지를 받아 영국이 통제하던 팔레스타인 위임통치령으로 이민 올 수 있었다. 행정부는 또한 1951년 난민 지위에 관한 제네바 협약에서 새로운 난민 범주인 "탈출자"를 만드는 데 도움을 주었다. 1952년에는 동유럽 공산주의로부터의 정치 망명자들의 비행과 재배치를 돕기 위해 미국 탈출자 프로그램이 시작되었다. 난민 및 탈출자 프로그램의 동기는 인도주의와 비인간적인 공산주의에 대한 정치적 무기로서의 두 가지였다. 트루먼은 또한 해리 N. 로젠필드와 월터 비얼링거 같은 인물들이 참여한 대통령 실향민 위원회를 설립했다.

#### 원자력 및 핵무기
1946년 3월, 전후 협력에 대한 낙관적인 시기에 행정부는 모든 국가가 자발적으로 핵무기 건설을 자제할 것을 제안한 애치슨-릴리엔탈 보고서를 발표했다. 이 제안의 일환으로, 다른 모든 국가들이 핵무기를 개발하거나 획득하지 않기로 동의하면 미국은 핵 프로그램을 해체할 것이었다. 의회가 제안을 거부할 것을 우려한 트루먼은 유엔에서 미국의 입장을 대변하도록 영향력 있는 버나드 바루크에게 의뢰했다. 애치슨-릴리엔탈 보고서에 주로 기반한 바루크 계획은 의회와 소련의 반대로 채택되지 못했다. 소련은 자체 핵무기를 개발하여 1949년 8월에 처음으로 핵무기 실험을 했다.
데이비드 E. 릴리엔탈이 1950년까지 이끌었던 미국 원자력위원회는 완전한 민간 통제 정책 하에 핵무기를 설계하고 건설하는 책임을 맡았다. 미국은 1946년에 9개의 원자 폭탄만을 보유하고 있었지만, 1951년에는 650개로 늘어났다. 릴리엔탈은 핵기술의 평화적 이용, 특히 원자력 발전소에 높은 우선순위를 두기를 원했지만, 석탄은 저렴했고 전력 산업은 트루먼 행정부 동안 원자력 발전소를 건설하는 데 대체로 무관심했다. 최초의 원자력 발전소 건설은 1954년까지 시작되지 않았다.
1949년 소련의 원자 폭탄 성공적인 실험은 미국이 훨씬 더 강력한 수소 폭탄 개발을 계속해야 하는지에 대한 격렬한 논쟁을 촉발시켰다. 과학계와 일부 정부 관리들 사이에서 이러한 아이디어에 대한 반대가 있었지만, 트루먼은 소련이 스스로 이 무기를 개발할 가능성이 높으며 소련이 그러한 이점을 갖는 것을 허용할 의향이 없다고 믿었다. 따라서 1950년 초, 트루먼은 수소 폭탄 개발을 추진하기로 결정했다. 최초의 열핵무기 실험은 1952년에 미국에 의해 수행되었고, 소련은 1953년 8월에 자체 열핵 실험을 수행할 것이었다.

### 냉전의 시작 (1945~1949)

#### 고조되는 긴장, 1945~1946

제2차 세계 대전 이후, 미국, 프랑스, 영국, 소련은 각각 독일과 독일의 수도인 베를린의 점령 지역을 통제했다.

제2차 세계 대전은 국제 시스템을 극적으로 뒤집어 놓았다. 독일, 프랑스, 일본, 심지어 소련과 영국처럼 한때 강력했던 국가들은 황폐해졌다. 전쟁이 끝날 무렵, 미국과 소련만이 영향력을 행사할 수 있었고, 전간기의 다극 체제는 양극 체제로 대체되었다. 트루먼은 취임 시 소련을 "순수한 경찰 국가"로 은밀히 여겼지만, 처음에는 소련에 대해 강경한 태도를 취하는 것을 꺼렸다. 그는 제2차 세계 대전 종전 후 스탈린과 협력하기를 희망했기 때문이다. 소련이 1945년 내내 동유럽에서 지배력을 강화하면서 트루먼의 의심은 깊어졌고, 1946년 2월 소련의 5개년 계획 발표는 소련 군비 증강을 요구하면서 관계를 더욱 악화시켰다. 1945년 12월 모스크바 회담에서 제임스 F. 번즈 국무장관은 발칸반도의 친소련 정부를 인정하는 데 동의했고, 소련 지도부는 일본 점령에서 미국의 주도권을 수용했다. 이 회담에서의 미국의 양보는 트루먼 자신을 포함한 트루먼 행정부의 다른 구성원들을 격분시켰다. 1946년 초에 이르러 트루먼은 영국과 미국이 소련이 지배하는 동유럽에서 거의 영향력을 행사할 수 없을 것이라는 점을 명확히 알게 되었다.
헨리 A. 월리스, 엘리너 루스벨트, 그리고 다른 많은 저명한 뉴딜 정책 지지자들은 소련과의 협력 관계를 계속 희망했다. 라인홀드 니버와 같은 일부 자유주의자들은 소련을 불신했지만, 미국이 소련이 "전략적 안보 벨트"로 여기는 동유럽에서의 소련 영향력에 대항하려고 시도해서는 안 된다고 믿었다. 부분적으로 이러한 정서 때문에 트루먼은 1946년 초에 소련과 완전히 단절하는 것을 꺼렸지만, 그 해 내내 소련에 대해 점점 더 강경한 입장을 취했다. 그는 윈스턴 처칠의 1946년 3월 "철의 장막" 연설을 비공개로 승인했는데, 이 연설은 미국이 반소련 동맹의 선두에 설 것을 촉구했지만, 그는 공개적으로 이를 지지하지 않았다.
1946년 내내 미국과 소련 사이에는 이란과 같은 곳에서 긴장이 고조되었다. 이란은 제2차 세계 대전 동안 소련이 부분적으로 점령했다. 미국과 유엔의 압력으로 마침내 소련군은 철수했다. 튀르키예 또한 논쟁의 대상이 되었는데, 소련은 흑해와 지중해 사이의 이동을 통제하는 핵심 해협인 다르다넬스 해협과 보스포루스 해협에 대한 공동 통제를 요구했다. 미국은 튀르키예에게 해협에 대한 단독 통제를 부여했던 1936년 해협의 체제에 관한 몽트뢰 협약에 대한 이러한 제안된 변경에 강력히 반대했으며, 트루먼은 행정부의 이 지역에 대한 약속을 보여주기 위해 동지중해에 함대를 파견했다. 모스크바와 워싱턴은 또한 네 개의 점령 지역으로 나뉜 독일에 대해서도 논쟁했다. 1946년 9월 슈투트가르트 연설에서 제임스 F. 번즈 국무장관은 미국이 더 이상 독일로부터 배상금을 추구하지 않고 민주 국가의 설립을 지지할 것이라고 발표했다. 미국, 프랑스, 영국은 그들의 점령 지역을 통합하기로 합의했으며, 이는 결국 서독을 형성하게 되었다. 동아시아에서 트루먼은 소련의 한국 재통일 요구를 거부했으며, 소련(또는 다른 어떤 나라)이 일본의 전후 점령에 역할을 하는 것을 허용하지 않았다.
1946년 9월까지 트루먼은 소련이 세계 지배를 추구하며 협력은 무의미하다고 확신했다. 그는 외교관 조지 케넌의 1946년 전보에 기반한 봉쇄 정책을 채택했다. 소련의 영향력 확대를 막는 정책인 봉쇄는 우호적인 데탕트 (헨리 A. 월리스로 대표됨)와 공산주의에 이미 잃어버린 영토를 되찾기 위한 공격적인 롤백 (로널드 레이건이 1981년에 채택할 정책) 사이의 중간 입장을 나타냈다. 케넌의 교리는 소련이 타협하지 않는 전체주의 정권에 의해 이끌어지고 있으며, 소련이 긴장 고조의 주요 책임이 있다는 개념에 기반했다. 1944년 선거 후 상무장관으로 임명되었던 월리스는 트루먼의 소련에 대한 강경한 입장 때문에 1946년 9월 내각에서 사임했다.

#### 트루먼 독트린
봉쇄를 실행하는 첫 번째 주요 단계로, 트루먼은 소련과 동맹을 맺은 정부의 확산을 막기 위해 그리스와 튀르키예에 돈을 지원했다. 1947년 이전까지 미국은 영국 영향권에 있었기 때문에 반공 정부를 가진 그리스를 대체로 무시했다. 1944년부터 영국은 좌익 반란에 맞서 그리스 정부를 지원했지만, 1947년 초 영국은 그리스에 더 이상 개입할 여유가 없다고 미국에 통보했다. 애치슨은 그리스의 함락이 유럽 전역으로 소련의 영향력이 확대될 수 있다고 경고하며 트루먼에게 그리스와 튀르키예에 전례 없는 4억 달러의 원조 패키지를 의회에 요청하도록 촉구했다. 1947년 3월 의회 합동 회의 연설에서 트루먼은 "무장 소수나 외부 압력에 의한 예속 시도에 저항하는 자유인들을 지원해야 한다"고 주장하는 트루먼 독트린을 명확히 밝혔다. 그리스 문제에 대한 미국의 개입에 반대하는 사람들과 전후 협력을 약화시킬까 우려하는 사람들을 극복하고 트루먼은 원조 패키지에 대한 초당적인 승인을 얻었다. 의회의 표결은 제2차 세계 대전 이전 미국의 외교 정책을 특징지었던 고립주의와의 영구적인 단절을 의미했다.
미국은 그리스 내전에서 공산주의자들에 맞서 정부를 지원했지만, 군사력을 파견하지는 않았다. 반란은 1949년에 진압되었다. 스탈린과 요시프 브로즈 티토 유고슬라비아 지도자 모두 반란군에게 지원을 제공했지만, 지원을 둘러싼 분쟁은 공산주의 진영 내의 분열의 시작으로 이어졌다. 튀르키예에 대한 미국의 군사 및 경제 지원 또한 효과적이었으며, 튀르키예는 내전을 피했다. 트루먼 행정부는 또한 1948년 총선 이전에 이탈리아 정부에 원조를 제공했다. 이 원조 패키지는 비밀 CIA 작전, 로마 가톨릭교회의 반공 동원, 그리고 저명한 이탈리아계 미국인들의 압력과 결합하여 선거에서 공산당의 패배를 확실히 하는 데 도움이 되었다. 트루먼 독트린의 이니셔티브는 미국과 소련 간의 전후 분열을 공고히 했고, 소련은 동유럽에 대한 통제를 강화함으로써 이에 대응했다. 소련과 동맹을 맺은 국가들은 동구권으로 알려졌고, 미국과 그 동맹국들은 서방권으로 알려졌다.

#### 군사 재편성 및 예산
| 회계 연도 | GNP % |
| --------- | ----- |
| 1945      | 38%   |
| 1946      | 21%   |
| 1948      | 5.0%  |
| 1950      | 4.6%  |
| 1952      | 13%   |

전시 조직 문제로부터 교훈을 얻은 트루먼 행정부는 군사 및 정보 기관을 재편성하여 통제를 더욱 중앙 집중화하고 경쟁을 줄였다. 1947년 국가 안보법은 미국 전쟁부와 미국 해군성을 미국 국방부 (이후 국방부로 개칭)로 통합하여 모든 군대를 통합 및 재편성했다. 이 법은 또한 미국 공군, 중앙정보국 (CIA), 그리고 미국 국가안전보장회의 (NSC)를 창설했다. CIA와 NSC는 연방수사국의 국내 기능을 맡지 않으면서 외국의 위협에 대한 미국의 대비를 강화하기 위한 비군사적 자문 기관으로 설계되었다. 국가 안보법은 제2차 세계 대전 중 임시로 설립되었던 미국 합동참모본부를 제도화했다. 합동참모본부는 모든 군사 작전을 담당했으며, 국방장관은 군사 문제에 대한 주요 대통령 고문이 되었다. 1952년, 트루먼은 미국 국가안보국 (NSA)을 창설하여 미국의 암호화 요소를 비밀리에 통합하고 강화했다. 트루먼과 마셜은 또한 모든 젊은 남성에게 1년 간의 군 복무를 의무화하려 했지만, 이 제안은 의회 의원들 사이에서 미미한 지지를 얻는 데 그쳐 실패했다.
트루먼은 국가 안보법이 군종 간의 경쟁을 최소화할 것이라고 기대했지만, 각 군종은 상당한 자율성을 유지했으며 군사 예산 및 기타 문제에 대한 싸움은 계속되었다. 1949년, 루이 존슨 국방장관은 해군이 미래의 중요한 부분으로 여겼던 이른바 "초대형 항공모함" 건조를 취소할 것이라고 발표했다. 이 취소는 "제독의 반란"으로 알려진 위기를 촉발시켰다. 이 사건은 은퇴 및 현역 해군 제독들이 공군이 전달하는 더 저렴한 전략 원자 폭탄에 대한 트루먼 행정부의 강조에 공개적으로 반대하면서 발생했다. 의회 청문회 동안 여론은 해군에 강하게 반대하는 쪽으로 기울었고, 해군은 결국 해병 항공 통제권을 유지했지만 전략 폭격 통제권은 잃었다. 청문회 이후 군사 예산은 공군 중폭격기 설계 개발에 우선순위를 두었고, 미국은 핵 임무 시나리오를 지원할 수 있는 1,000대 이상의 장거리 전략 폭격기로 구성된 전투 준비 태세를 갖춘 군대를 축적했다.
제2차 세계 대전 종전 후, 트루먼은 국방 예산을 최우선 순위로 두지 않았다. 그는 군사비 지출을 줄이고 국내 지출로 해결하고 싶은 우선순위가 있었다. 처음부터 그는 미국의 원자 폭탄 독점이 모든 외부 위협에 대한 충분한 보호라고 가정했다. 군비 지출은 1945년 GNP의 39%에서 1948년에는 단 5%로 급감했지만, 전반적인 국방 지출은 전쟁 이전보다 여전히 실질 달러 기준으로 8배 높았다. 군사 인력은 1946년 300만 명 이상에서 1947년 약 160만 명으로 감소했지만, 여전히 1939년 미군 인력의 거의 5배에 달했다. 이러한 증가는 미국-스페인 전쟁 이전과 이후 또는 제1차 세계 대전 이전과 이후에 발생했던 것보다 훨씬 컸으며, 이는 미국의 국방 태세에 근본적인 변화가 있었음을 시사한다. 앞서 언급한 수소 폭탄 개발 결정과 함께 트루먼은 외교 정책 계획과 관련하여 미군 정책을 검토하도록 명령했다. 국가안전보장회의는 NSC-68을 초안했는데, 이는 미국의 국방 예산을 대폭 확대하고, 미국 동맹국에 대한 지원을 늘리며, 냉전에서 더욱 공격적인 자세를 취할 것을 요구했다. 냉전 긴장이 고조되었음에도 불구하고 트루먼은 더 높은 국방비 지출에 동의하지 않았기 때문에 이 문서를 기각했다. 6.25 전쟁은 트루먼에게 더 높은 국방비 지출의 필요성을 확신시켰고, 이러한 지출은 1949년에서 1953년 사이에 급증할 것이었다.

#### 마셜 플랜

국가별 마셜 플랜 지출

미국은 1945년 8월 전시 무기대여법 프로그램을 종료했지만, 영국에 대한 대출 프로그램은 계속했다. 더욱이 미국은 종전 직후 몇 년 동안 유럽에 대규모 식량 선적을 보냈다. 공산주의 확산을 막고 미국과 유럽 간의 무역을 늘리려는 목표로 트루먼 행정부는 서유럽의 황폐해진 경제를 회복시키기 위한 마셜 플랜을 고안했다. 마셜 플랜에 자금을 지원하기 위해 트루먼은 의회에 전례 없는 다년간 250억 달러의 예산 책정을 승인해 달라고 요청했다.
공화당 보수파가 장악한 의회는 여러 가지 이유로 이 프로그램에 자금을 지원하는 데 동의했다. 케네스 S. 웨리 상원의원이 이끄는 공화당의 보수 고립주의 진영은 마셜 플랜이 "낭비적인 '쥐구멍 작전'"이 될 것이라고 주장했다. 웨리는 서유럽의 사회주의 정부를 지원함으로써 공산주의에 반대하는 것은 이치에 맞지 않으며, 미국 상품이 러시아에 도달하여 전쟁 잠재력을 증가시킬 것이라고 주장했다. 웨리는 아서 H. 밴든버그 상원의원이 이끄는 공화당의 신흥 국제주의 진영에 의해 제압되었다. 공화당 상원의원 헨리 캐벗 로지 주니어의 지지를 받아 밴든버그는 이 계획이 성공할 것이라는 확신은 없지만, 경제 혼란을 막고 서구 문명을 유지하며 추가적인 소련 확장을 막을 것이라고 말했다. 의회의 양원은 해외 원조법으로 알려진 초기 예산 책정을 압도적인 다수로 승인했으며, 트루먼은 1948년 4월 이 법에 서명했다. 의회는 결국 이 계획의 4년 동안 124억 달러의 원조를 할당할 것이었다.
지원 외에도 마셜 플랜은 미국 산업의 효율성을 높이고 관세 및 무역 장벽을 제거하는 데 중점을 두었다. 미국은 각 수혜국이 지원에 대한 자체 계획을 개발하도록 허용했지만, 자금 사용에 대한 몇 가지 규칙과 지침을 설정했다. 정부는 공산주의자를 배제해야 했고, 사회주의 정책은 장려되지 않았으며, 균형 잡힌 예산이 선호되었다. 또한 미국은 프랑스와 영국에 독일의 재산업화 수용 및 유럽 통합 지지를 조건으로 원조를 제공했다. 긴장 악화를 피하기 위해 미국은 소련을 프로그램 수혜자로 초청했지만, 스탈린이 거부할 가능성이 있는 조건을 설정했다. 소련은 이 프로그램에 참여하는 것을 거부하고 자체 위성 국가들의 참여를 거부했다. 소련은 자체 원조 프로그램인 몰로토프 플랜을 수립했으며, 경쟁하는 계획으로 인해 동구권과 서방권 간의 무역이 감소했다.
마셜 플랜은 1940년대 후반과 1950년대 초반 유럽 경제 회복에 기여했다. 1952년까지 산업 생산성은 1938년 수준에 비해 35% 증가했다. 마셜 플랜은 또한 많은 유럽인들에게 중요한 심리적 안도감을 제공하여 전쟁으로 피폐해진 대륙에 낙관주의를 회복시켰다. 유럽 국가들이 일부 미국인들이 희망했던 만큼 미국 경제 구조와 아이디어를 채택하지는 않았지만, 그들은 여전히 혼합 경제 체제에 확고히 뿌리를 내리고 있었다. 유럽 통합 과정은 유럽 경제 공동체를 창설하게 했고, 이는 결국 유럽 연합의 기반이 되었다.

#### 베를린 공수작전
서방이 독일 점령 지역의 재산업화를 목표로 한 움직임에 대응하여 스탈린은 소련 점령 지역 깊숙이 위치한 베를린 서방 점령 지역에 대한 봉쇄를 명령했다. 스탈린은 미국과 동맹을 맺은 서독 국가의 생성을 막거나, 그것이 실패할 경우 동독에 대한 통제를 강화하기를 희망했다. 1948년 6월 24일 봉쇄가 시작된 후, 독일 주둔 미군 사령관 루시우스 D. 클레이 장군은 소련 점령 지역을 가로질러 서베를린으로 대규모 기갑 부대를 보내는 것을 제안했으며, 저지되거나 공격받을 경우 스스로 방어하도록 지시했다. 트루먼은 이것이 용납할 수 없는 전쟁 위험을 초래할 것이라고 믿었으며, 대신 어니스트 베빈의 봉쇄된 도시에 공중으로 보급하는 계획을 승인했다. 6월 25일, 연합군은 베를린 공수작전을 시작했으며, 군용 항공기를 이용하여 식량 및 석탄과 같은 기타 물품을 대규모로 수송했다. 이와 같은 시도는 전례가 없었으며, 물류적으로나 물량적으로나 이를 수행할 수 있는 단일 국가는 없었다. 공수작전은 성공적이었으며, 1949년 5월 11일 지상 접근이 다시 허용되었다. 베를린 공수작전은 트루먼의 위대한 외교 정책 성공 중 하나였으며, 1948년 그의 선거 운동에 크게 기여했다.

#### 북대서양 조약 기구

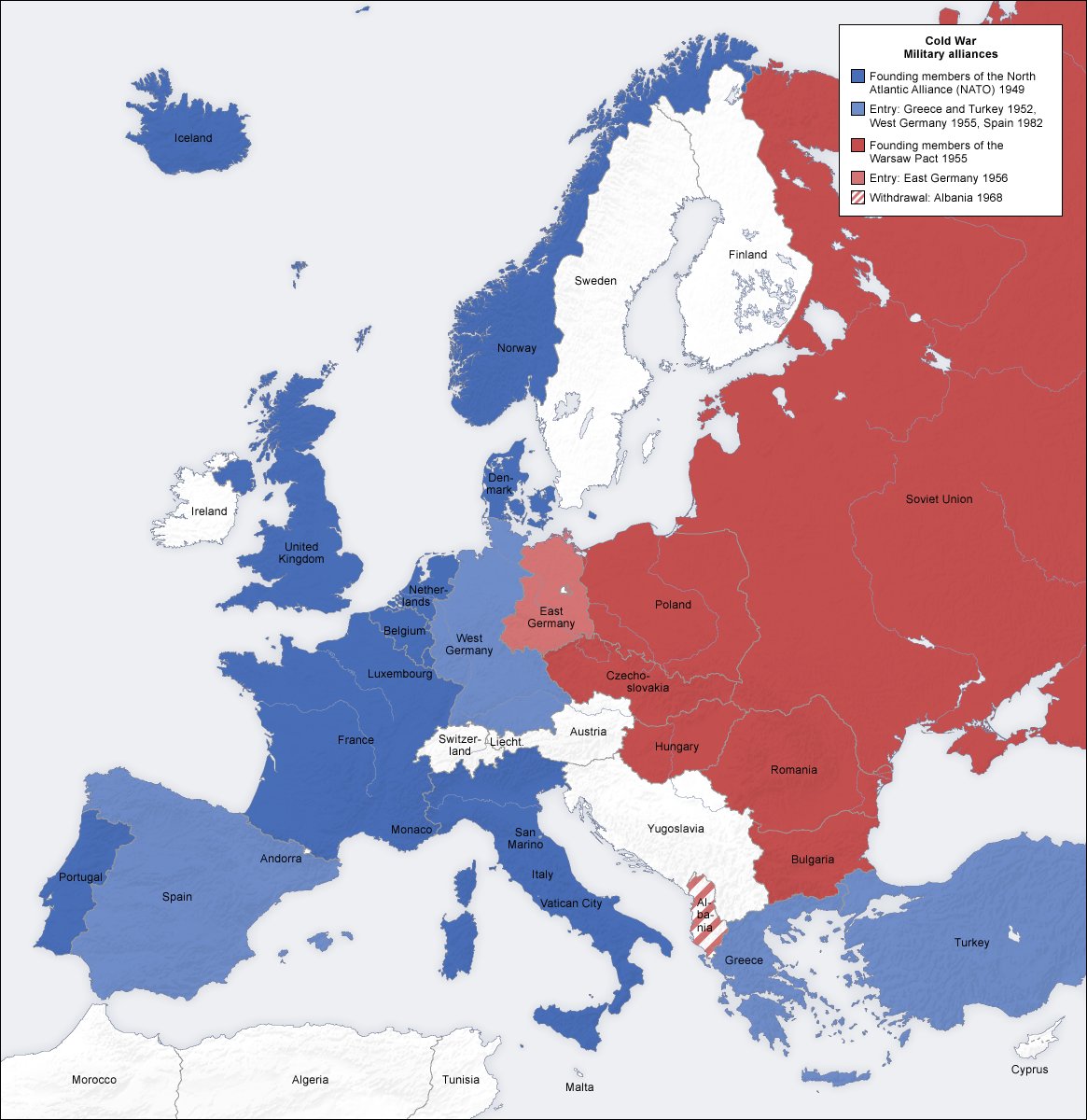
NATO와 바르샤바 조약 기구 (1955년 창설) 지도. 원 NATO 회원국은 진한 파란색으로 표시되어 있다.

소련과의 긴장 고조와 수많은 유엔 결의안에 대한 소련의 거부권은 트루먼, 밴든버그 상원의원, 그리고 다른 미국 지도자들에게 집단 안보에 전념하는 방어 동맹의 필요성을 확신시켰다. 1949년, 미국, 캐나다, 그리고 여러 유럽 국가들은 북대서양 조약에 서명하여 대서양 횡단 군사 동맹을 창설하고, 1778년 프랑스와의 동맹 조약 이후 처음으로 미국을 영구 동맹에 묶어놓았다. NATO를 설립하는 조약은 널리 인기가 있었고 1949년 상원을 쉽게 통과했다. NATO의 목표는 유럽에서 소련의 확장을 봉쇄하고, 민주주의 국가들이 민주적 이상을 지지하는 새로운 안보 구조를 건설할 의지와 능력이 있음을 공산주의 지도자들에게 분명히 전달하는 것이었다. 이 조약은 또한 프랑스에게 미국이 프랑스를 방어할 것이라고 재확인시켜 주었으며, 독립된 독일 국가의 재건에 프랑스의 지속적인 협력을 위한 길을 열었다. 미국, 영국, 프랑스, 이탈리아, 네덜란드, 벨기에, 룩셈부르크, 노르웨이, 덴마크, 포르투갈, 아이슬란드, 캐나다가 최초의 조약 서명국이었다. NATO 창설 직후, 트루먼은 의회를 설득하여 유럽 동맹국들을 위한 군사 지원 프로그램을 창설한 상호 방위 지원법을 통과시켰다.
소련의 핵무기 획득과 6.25 전쟁 발발 이후 냉전 긴장은 고조되었다. 미국은 NATO에 대한 약속을 강화하고, 그리스와 튀르키예를 동맹에 초대했으며, 상호 안보법 제정으로 두 번째 주요 해외 원조 프로그램을 시작했다. 트루먼은 유럽에 18만 명을 영구적으로 주둔시켰고, 유럽의 국방비 지출은 국민 총생산의 5%에서 12%로 증가했다. NATO는 통합 지휘 구조를 수립했으며, 트루먼은 드와이트 D. 아이젠하워 장군을 최초의 NATO 최고 사령관으로 임명했다. NATO의 영향권에 속했던 서독은 결국 1955년에 NATO에 편입될 것이었다.

### 라틴 아메리카와 아르헨티나
냉전의 긴장과 경쟁은 전 세계에 걸쳐 유럽, 아시아, 북미, 라틴 아메리카, 아프리카에 영향을 미쳤다. 미국은 역사적으로 먼로주의를 서반구에 유지하는 데 외교 정책의 초점을 맞추었지만, 유럽과 아시아에서의 새로운 약속은 워싱턴의 관심을 그곳에서 감소시켰다. 부분적으로는 소련 영향력 확대에 대한 두려움에 대응하여 미국은 서반구에 집단 안보 협약을 만들려는 노력을 주도했다. 1947년, 미국과 대부분의 라틴 아메리카 국가들은 방어 군사 동맹인 리오 협약에 가입했다. 다음 해에 미주 독립 국가들은 지역 통합을 증진하기 위한 정부 간 기구인 아메리카 국가 기구 (OAS)를 결성했다. 많은 라틴 아메리카 국가들은 미국과의 우호를 추구하며 소련과의 관계를 단절했다. 라틴 아메리카 국가들은 또한 마셜 플랜과 유사한 원조와 투자를 요청했지만, 트루먼은 대부분의 미국 해외 원조는 유럽과 잠재적으로 공산주의의 영향권 아래 놓일 수 있는 다른 지역으로 향하는 것이 가장 좋다고 믿었다.
아르헨티나와는 좋지 않은 관계였다. 워싱턴은 파시즘 성향을 지녔고, 냉전에서 중립을 유지하려 했으며, 나치 전범들을 계속 숨겨주던 독재자 후안 페론을 혐오했다. 워싱턴은 국제 기관으로부터의 자금을 차단하고 무역 및 투자 기회를 제한했다.

### 아시아

#### 이스라엘 승인

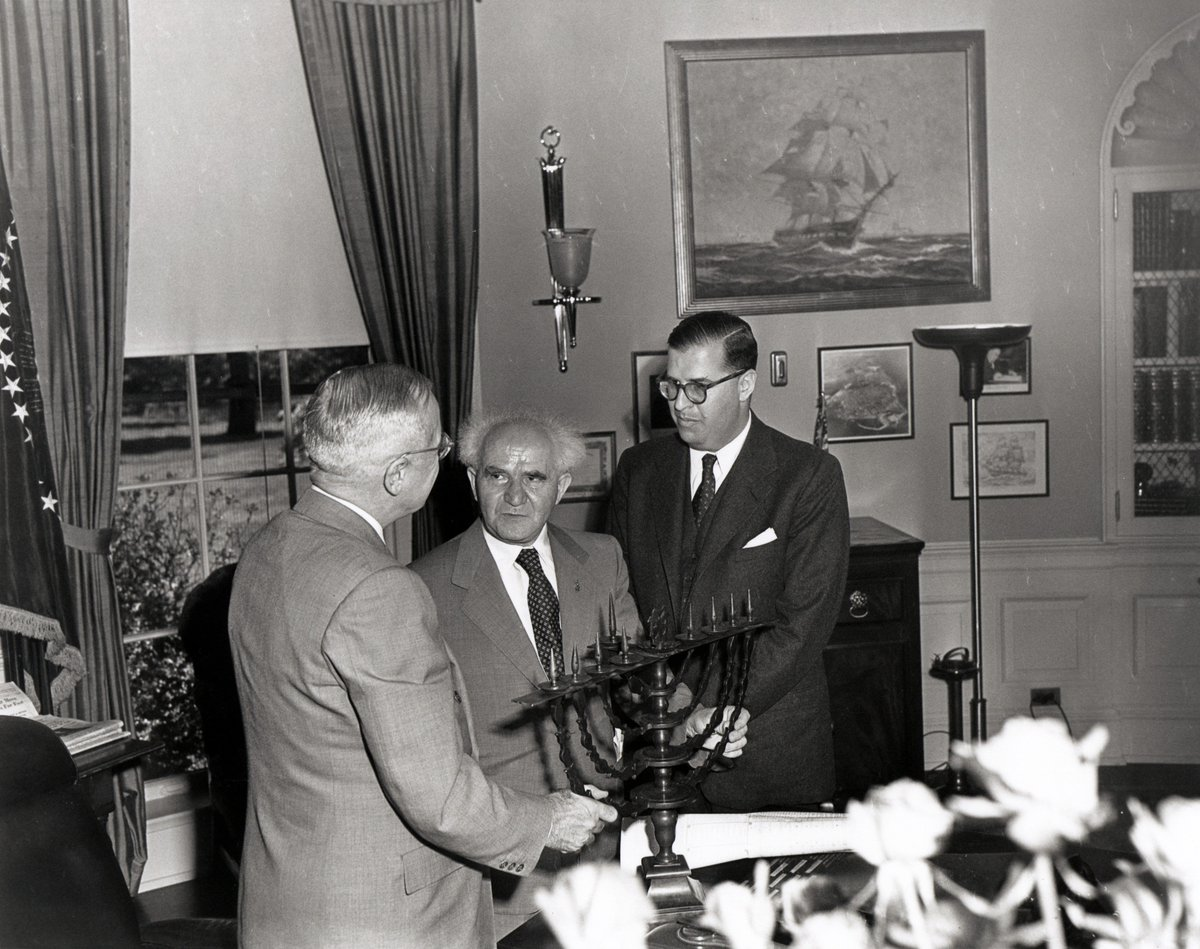
트루먼 대통령이 백악관 타원 집무실에서 다비드 벤구리온 이스라엘 총리(가운데)로부터 하누카 메노라를 받고 있다. 오른쪽은 아바 에반 주미 이스라엘 대사이다.

트루먼은 오랫동안 중동 역사에 관심을 가졌으며, 영국이 지배하는 팔레스타인 위임통치령에 고향을 찾고자 하는 유대인들에게 동정적이었다. 1943년 그는 나치 정권에서 살아남은 유대인들을 위한 고향 건설을 요구했다. 그러나 국무부 관리들은 이 지역에 유대인 국가 설립에 반대하는 아랍인들을 불쾌하게 하는 것을 꺼렸다. 동지중해와 중동 정책에 있어 팔레스타인은 그리스, 튀르키예, 이란의 "북부 지역"을 공산주의로부터 보호하려는 목표에 비해 부차적이었다. 1947년, 유엔은 팔레스타인 위임통치령을 유대인 국가(이스라엘로 알려질)와 아랍 국가로 분할하는 것을 승인했다. 영국이 이 지역에서 철수하기 몇 달 전, 트루먼 행정부는 신생 이스라엘 국가를 승인할지 여부를 논의했다. 마셜의 초기 반대를 극복하고, 클라크 클리포드는 트루먼에게 비승인이 냉전에서 이스라엘이 소련 쪽으로 기울게 할 것이라고 설득했다. 트루먼은 1948년 5월 14일, 이스라엘이 국가임을 선언한 지 11분 후에 이스라엘 국가를 승인했다. 이스라엘은 1948년 아랍-이스라엘 전쟁에서 승리하여 독립을 확보했지만, 아랍-이스라엘 분쟁은 해결되지 않은 채로 남아 있다.

#### 중국
1945년, 중국은 국공 내전으로 빠져들었다. 워싱턴은 장제스의 국민당과 마오쩌둥의 공산당 모두 미국 지지자들이 있었기 때문에 이 내전으로 곤경에 빠졌다. 트루먼은 1946년 초 조지 마셜을 중국으로 보내 연립 정부 구성을 중재하려 했으나, 마셜은 실패했다. 그는 1946년 12월 워싱턴으로 돌아와 양측의 극단주의 세력을 비난했다. 전쟁 직후 국민당이 수적으로 우세했지만, 1947년 이후 공산당이 내전에서 우위를 점했다. 부패, 열악한 경제 상황, 형편없는 군사 지도력은 국민당 정부에 대한 대중의 지지를 약화시켰고, 공산당은 많은 농민들을 자기 편으로 끌어들였다. 1948년 국민당이 붕괴하면서 트루먼 행정부는 국민당을 지원할지 아니면 마오쩌둥과 좋은 관계를 모색할지 하는 문제에 직면했다. 미국의 일부 대중 사이에서 장제스에 대한 강력한 지지와 미국이 봉쇄에 전념하고 있음을 다른 동맹국들에게 확신시키려는 열망으로 인해 트루먼은 국민당에 대한 경제 및 군사 원조를 늘리기로 결정했다. 그러나 트루먼은 국민당의 승리에 대한 희망이 거의 없었으며, 미군 병력을 파견하는 것을 거부했다.
마오쩌둥과 그의 공산당은 1949년 중국 본토를 장악하고 국민당을 중화민국으로 몰아냈다. 미국은 아시아에서 새로운 적을 맞이했으며, 트루먼은 중국을 "잃었다"는 이유로 보수주의자들로부터 비난을 받았다. 소련의 핵무기 폭발과 함께 중국 내전에서의 공산당 승리는 1949년 냉전 긴장과 미국의 군사화가 고조되는 데 주요한 역할을 했다. 트루먼은 미국과 공산당 정부 사이에 어떤 관계를 유지할 용의가 있었지만, 마오쩌둥은 그럴 의사가 없었다. 장제스는 타이완에 중화민국을 수립했다. 트루먼은 중화민국이 유엔 안전 보장 이사회에서 중국의 상임이사국 지위를 유지하도록 했다. 1950년 6월, 6.25 전쟁 발발 후, 트루먼은 공산 정부와 중화민국 간의 추가 분쟁을 막기 위해 해군 제7함대를 대만 해협에 파견하도록 명령했다.

#### 일본
더글러스 맥아더 장군의 지도하에 미국은 1945년 8월 일본의 항복 이후 일본을 점령했다. 맥아더는 일본 정부와 사회에 광범위한 개혁을 주도했는데, 이는 여러 면에서 뉴딜과 유사했다. 그는 새로운 헌법을 제정하여 의회 민주주의를 확립하고 여성에게 투표권을 부여했다. 또한 일본 교육 시스템을 민주화하고, 노동조합을 허용했으며, 주요 경제 변화를 감독했다. 다만 일본 기업 지도자들은 개혁에 어느 정도 저항할 수 있었다. 1947년 냉전이 심화되면서 워싱턴 관료들은 점령에 대한 통제를 강화하여 일본의 연합국 배상금을 중단하고 장기적인 개혁보다는 경제 성장을 우선시했다. 일본은 1950년까지 경제적으로 어려움을 겪었으나, 6.25 전쟁 지원을 위한 막대한 미국의 물자 지출이 성장을 자극했다. 1951년 미국과 일본은 샌프란시스코 강화조약을 체결하여 일본의 주권을 회복시켰으나, 미국이 일본에 기지를 유지할 수 있도록 허용했다. 소련과 제2차 세계 대전에서 일본의 다른 일부 적국들의 반대에도 불구하고, 평화 조약에는 배상금과 같은 징벌적 조치는 포함되지 않았지만, 일본은 쿠릴 열도와 전쟁 전의 모든 영토에 대한 통제권을 잃었다.

#### 동남아시아
제2차 세계 대전이 끝나면서 미국은 필리핀 독립법에 따라 약속을 이행하고 필리핀에 독립을 부여했다. 미국은 제2차 세계 대전 동안 탈식민지화를 장려했지만, 냉전이 시작되면서 우선순위가 바뀌었다. 미국은 마셜 플랜을 사용하여 네덜란드에게 반공주의자인 수카르노의 지도 아래 인도네시아에 독립을 부여하도록 압력을 가했고, 네덜란드는 1949년에 인도네시아의 독립을 인정했다. 그러나 프랑스령 인도차이나에서 트루먼 행정부는 바오다이 황제가 이끄는 프랑스의 위성 국가를 인정했다. 미국은 유럽 대륙에서 중요한 위치를 차지하고 있는 프랑스를 소외시키는 것을 우려했고, 프랑스가 철수하면 호찌민의 공산주의 세력이 정권을 장악할 것을 두려워했다. 인도차이나 개입에 대한 초기 망설임에도 불구하고, 1952년까지 미국은 제1차 인도차이나 전쟁에서 호찌민의 비엣민에 대한 프랑스의 진압을 막대하게 지원했다. 미국은 또한 미국-필리핀 상호방위조약과 태평양 안전 보장 조약을 오스트레일리아 및 뉴질랜드와 체결하여 이 지역에 동맹을 구축했다.

### 6.25 전쟁

#### 전쟁 발발

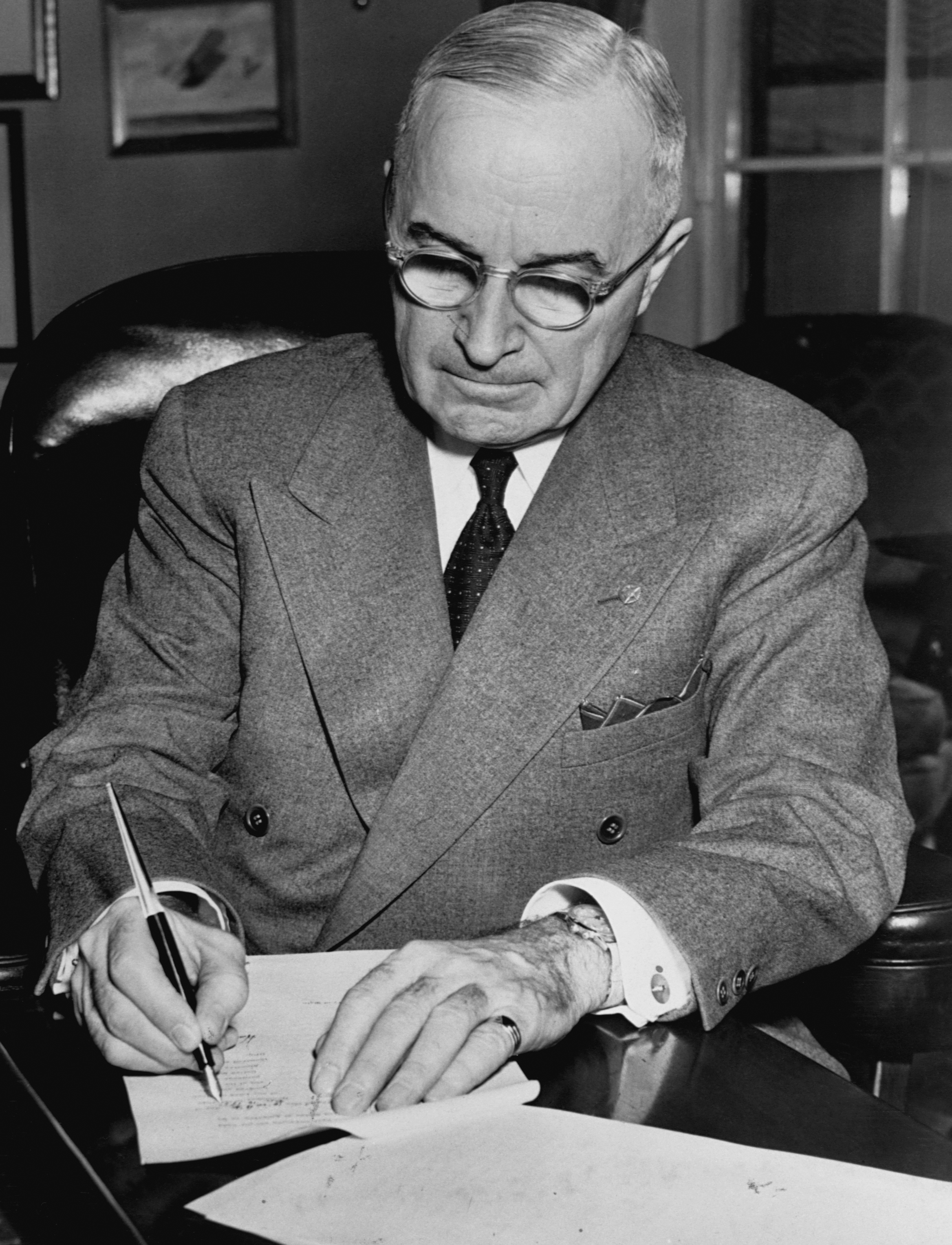
트루먼 대통령이 국가 비상사태를 선포하고 미국의 6.25 전쟁 참전을 승인하는 선언문에 서명하고 있다.

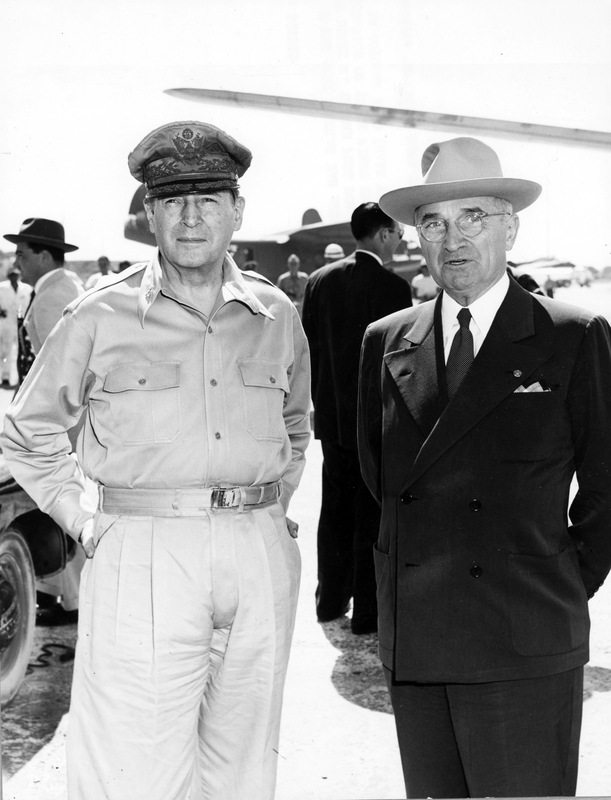
웨이크섬에서 트루먼 대통령 (오른쪽)과 더글러스 맥아더 장군, 1950년 10월

제2차 세계 대전 후, 일본 제국의 식민지였던 한국은 미국과 소련의 점령 하에 놓였다. 38선은 한국의 최북단과 최남단 지역의 대략 중간 지점이었기 때문에 점령국들 간의 분할선으로 선택되었으며, 궁극적인 한국의 재통일을 위한 임시적인 분리선으로 항상 의도되었다. 그러나 소련은 1948년에 북한을 수립했고, 미국은 같은 해에 남한을 수립했다. 트루먼은 이 지역에서의 장기적인 군사적 개입을 피하고자 1949년에 미군 병력을 한반도에서 철수시켰다. 소련 역시 1949년에 한국에서 병력을 철수했지만, 북한에 계속해서 군사 원조를 제공했다.
1950년 6월 25일, 김일성의 조선인민군이 남한을 침공하며 6.25 전쟁이 시작되었다. 전쟁 초기에 북한군은 남한군을 쉽게 밀어붙였다. 소련은 직접적으로 개입하지 않았지만, 김일성은 침공을 시작하기 전에 이오시프 스탈린의 승인을 받았다. 한편 트루먼은 한국 자체를 냉전의 중요한 지역으로 보지 않았지만, 서방에 우호적인 국가가 무너지는 것을 허용한다면 전 세계의 공산주의자들에게 용기를 불어넣고 국내에서 자신의 입지를 손상시킬 것이라고 믿었다. 트루먼 행정부의 고위 관리들은 1930년대의 "유화정책"을 반복하지 않으려는 강한 열망에 영향을 받았다. 트루먼은 보좌관에게 "지금 싸우지 않으면 그들이 무슨 짓을 할지 아무도 모른다"고 말했다. 트루먼은 침공을 규탄하기 위해 유엔에 의지했다. 유엔이 중화인민공화국을 인정하지 않는다는 이유로 소련이 유엔 안전 보장 이사회를 보이콧하는 동안, 트루먼은 결의 84호의 승인을 얻었다. 이 결의안은 북한의 행동을 비난하고 다른 국가들이 남한을 방어하도록 권한을 부여했다.
북한군은 초기에 성공을 거두어 6월 28일 서울을 점령했다. 한반도 전체가 함락될 것을 우려한 아시아 미군 사령관 더글러스 맥아더 장군은 한반도에 미군을 상륙시키는 트루먼의 승인을 얻었다. 트루먼은 의회에 선전포고를 요청하는 대신, 유엔 결의안이 대통령에게 유엔의 보호 하에 "경찰 활동"으로 병력을 파견할 헌법적 권한을 부여한다고 주장했다. 당시 한국 개입은 미국에서 광범위하게 인기를 얻었으며, 1950년 7월 트루먼의 100억 달러 요청은 거의 만장일치로 승인되었다. 1950년 8월까지 남한에 쏟아져 들어온 미군과 미국의 공습으로 부산 방어선 주변에서 전선이 안정되었다. 준비 부족에 대한 비판에 대응하여 트루먼은 국방부 장관 루이스 존슨을 해고하고 그 자리에 전 국무부 장관 조지 마셜을 임명했다. 유엔의 승인을 얻어 트루먼은 북한을 정복하는 "롤백" 정책을 결정했다. 유엔군은 반격을 시작했고, 침략군의 대부분을 포위한 인천 상륙 작전에서 놀라운 기습 승리를 거두었다. 유엔군은 한국을 유엔의 후원 하에 재통일하기 위해 압록강을 향해 북진했다.

#### 교착 상태와 맥아더 해임
유엔군이 압록강에 접근하자, 중앙정보국과 맥아더 장군 모두 중국이 전쟁에 개입하지 않을 것이라고 예상했다. 이러한 예측을 깨고 중국인민지원군은 1950년 11월 압록강을 넘어 과도하게 확장된 유엔군을 후퇴시켰다. 전쟁의 확대가 소련과의 세계적 갈등을 촉발할 수 있다고 우려한 트루먼은 압록강 북쪽의 중국 보급 기지를 폭격하라는 맥아더의 요청을 거부했다. 유엔군은 1950년 말 이전에 38선 아래로 밀려났지만, 매슈 리지웨이 장군의 지휘 아래 유엔은 중국군을 38선까지 다시 밀어붙이는 반격을 시작했다.

6.25 전쟁 초기에 영토가 자주 바뀌었으나, 1951년 전선이 안정되었다.
•북한, 중국, 소련군
•남한, 미국, 영연방, 유엔군

맥아더는 전쟁 확대를 여러 차례 공개적으로 요구하며 1950년 후반과 1951년 초반에 트루먼과의 불화를 겪었다. 4월 5일, 하원 소수 원내대표 조지프 마틴은 맥아더가 트루먼의 6.25 전쟁 처리 방식을 강하게 비판하고 중국에 대한 전쟁 확대를 요구하는 서한을 공개했다. 트루먼은 맥아더의 권고가 잘못되었다고 믿었지만, 더 중요하게는 맥아더가 외교 및 군사 정책을 수립하려 함으로써 자신의 권한을 넘어섰으며, 잠재적으로 문민통제를 위태롭게 할 수 있다고 믿었다. 미국 합동참모본부와 의회 의원들과 협의한 후, 트루먼은 맥아더를 사령관직에서 해임하기로 결정했다. 더글러스 맥아더의 해임은 트루먼에 대한 분노와 맥아더에 대한 지지의 불길을 지폈다. 거의 모든 방면에서 맹렬한 비판이 쏟아졌고, 트루먼이 전쟁이 잘못된 책임을 지는 것을 거부하고 대신 자신의 장군들을 비난했다고 비난했다. 엘리너 루스벨트를 포함한 다른 사람들은 트루먼의 결정을 지지하고 칭찬했다. 한편 맥아더는 미국으로 돌아와 영웅 대접을 받았고, 의회 합동 회의에서 연설했다. 부분적으로 맥아더 해임으로 인해, 1952년 2월 갤럽 여론조사에서 트루먼의 지지율은 22%를 기록했는데, 이는 2008년 조지 W. 부시 이전까지 현직 미국 대통령 중 역대 최저 지지율이었다. 맥아더 해임 직후에는 대중이 일반적으로 트루먼보다 맥아더를 선호했지만, 의회 청문회와 신문 사설들은 맥아더의 확대론에 대한 여론을 돌리는 데 도움이 되었다.
전쟁은 2년 동안 답답한 교착 상태를 유지했다. 유엔군과 중국군은 단장의 능선 전투와 폭찹힐 전투와 같은 결정적이지 않은 전투를 벌였지만, 어느 쪽도 38선을 크게 벗어나 진격할 수 없었다. 1951년 후반 내내 트루먼은 휴전을 모색했지만, 포로 교환에 대한 분쟁으로 협상이 결렬되었다. 미국이 억류하고 있던 116,000명의 중국 및 한국인 전쟁 포로 중 83,000명만이 본국으로 돌아가기를 원했고, 트루먼은 포로들을 강제로 송환하는 것을 꺼렸다. 6.25 전쟁은 트루먼이 퇴임한 후 1953년 휴전으로 끝났으며, 북한과 남한은 38선에 가까운 국경을 따라 분단되었다. 이 분쟁으로 30,000명 이상의 미국인과 약 300만 명의 한국인이 사망했다. 미국은 전쟁 후 남한에 영구적인 군사 주둔을 유지했다.

### 해외 순방 목록

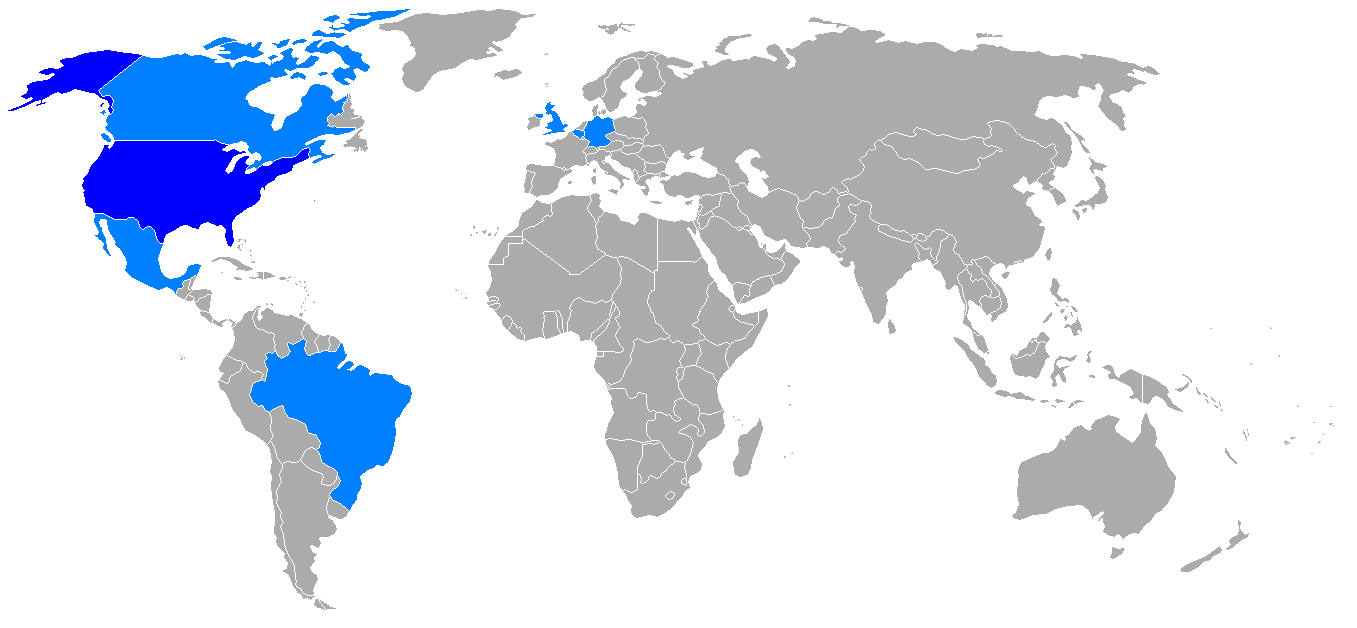
트루먼은 대통령 재임 기간 동안 7개국을 다섯 차례 국외 순방했다.

|   | 날짜                      | 국가   | 위치               | 세부 사항                                                                                      |
| - | ------------------------- | ------ | ------------------ | ---------------------------------------------------------------------------------------------- |
| 1 | 1945년 7월 15일           | 벨기에 | 안트베르펜, 브뤼셀 | 포츠담으로 가는 도중 하선                                                                      |
| 1 | 1945년 7월 16일 ~ 8월 2일 | 독일   | 포츠담             | 영국 총리 윈스턴 처칠과 클레멘트 애틀리, 소련 지도자 이오시프 스탈린과 함께 포츠담 회담에 참석 |
| 1 | 1945년 8월 2일            | 영국   | 플리머스           | 조지 6세 국왕과 비공식 회담                                                                    |
| 2 | 1946년 8월 23일 ~ 30일    | 버뮤다 | 해밀턴             | 비공식 방문. 랄프 리덤 총독과 만나 미군 시설을 시찰                                            |
| 3 | 1947년 3월 3일 ~ 6일      | 멕시코 | 멕시코시티         | 국빈 방문. 미겔 알레만 발데스 대통령과 회담                                                    |
| 4 | 1947년 6월 10일 ~ 12일    | 캐나다 | 오타와             | 공식 방문. 해럴드 알렉산더 총독과 매켄지 킹 총리와 만나 의회에서 연설                          |
| 5 | 1947년 9월 1일 ~ 7일      | 브라질 | 리우데자네이루     | 국빈 방문. 대륙 평화 및 안보 유지를 위한 미주 회의와 브라질 의회에서 연설                      |

## 국내 문제

### 전환과 노동 쟁의
| 회계 연도 | 세입 십억 달러 | 지출 십억 달러 | 흑자/ 적자 | GDP     | GDP 대비 부채 비율 |
| --------- | -------------- | -------------- | ---------- | ------- | ------------------ |
| 1945      | 45.2           | 92.7           | −47.6      | 226.4   | 103.9              |
| 1946      | 39.3           | 55.2           | −15.9      | 228.0   | 106.1              |
| 1947      | 38.5           | 34.5           | 4.0        | 238.9   | 93.9               |
| 1948      | 41.6           | 29.8           | 11.8       | 261.9   | 82.6               |
| 1949      | 39.4           | 38.8           | 0.6        | 276.5   | 77.5               |
| 1950      | 39.4           | 42.6           | −3.1       | 278.7   | 78.6               |
| 1951      | 51.6           | 45.5           | 6.1        | 327.1   | 65.5               |
| 1952      | 66.2           | 67.7           | −1.5       | 357.1   | 60.1               |
| 1953      | 69.6           | 76.1           | −6.5       | 382.1   | 57.2               |
| Ref.      | [ 169 ]        | [ 169 ]        | [ 169 ]    | [ 170 ] | [ 171 ]            |

#### 전환
트루먼의 재임 기간 대부분은 외교 문제에 할애되었지만, 1945년 후반에는 평시 경제로의 전환이 그의 행정부의 중심 초점이 되었다. 트루먼은 전후 경제로의 전환을 주도하면서 막대한 국가 부채와 지속적인 인플레이션을 포함한 여러 가지 주요 문제에 직면했다. 미국은 1940년에 시작된 전쟁 생산 덕분에 부분적으로 대공황에서 벗어날 수 있었다. 대부분의 관찰자들은 전쟁 지출이 끝나면 국가가 또 다른 침체에 빠질 것이라고 예상했다. 전쟁에서 승리하는 데에는 국가가 단합되었지만, 전쟁 후 전후 경제 전환의 최선의 방법이나 연방 정부가 경제 문제에 어느 정도 개입해야 하는지에 대해서는 합의가 없었다. 트루먼은 공화당과 보수적인 남부 민주당원의 연합인 보수 연합이 국내 문제에서 지배하는 의회에 직면했다. 이 그룹은 트루먼의 많은 국내 정책에 반대했으며 강력한 대통령의 리더십을 환영하지 않았다. 트루먼은 의회에 공정 고용 관행 위원회를 영구 기관으로 만드는 법안을 포함한 여러 조치를 요청했지만, 이 기간 동안 외교 문제에 집중했기 때문에 의회 의원들에게 자신의 프로그램을 효과적으로 옹호하지 못했다.
트루먼은 특히 실업률을 낮게 유지하는 것에 대해 우려했다. 일본 항복 후 며칠 만에 거의 2백만 명이 일자리를 잃었고, 그는 다음 달에 더 많은 사람들이 일자리를 잃을까 봐 두려워했다. 자유주의적 뉴딜론자들은 "완전 고용"을 보장하기 위한 명시적인 연방 정부의 약속을 추진했지만, 의회는 대신 1946년 고용법을 통과시켰다. 이 법은 경제자문위원회를 설립하고 연방 정부가 "자유 경쟁 기업과 일반 복지를 육성하고 증진하며... 최대 고용, 생산 및 구매력을 증진하도록" 의무화했다.
미국은 대규모 인플레이션이나 디플레이션을 피하기 위해 전쟁 중에 물가통제와 임금 통제를 시행했다. 트루먼 행정부 내에서는 일부가 민간 산업이 새로운 근로자를 고용할 수 있도록 이러한 통제를 즉시 해제할 것을 주장했고, 다른 일부는 통제를 즉시 해제하면 통제 불능의 인플레이션으로 이어질 것이라고 우려했다. 트루먼은 두 진영 사이에서 중간 노선을 찾으려고 노력했다. 많은 비필수 품목에 대한 물가 통제는 1945년 9월 말까지 해제되었지만, 다른 품목들은 1945년 말까지 여전히 유지되었다. 인플레이션에 대한 우려가 커지면서 트루먼은 1945년 12월에 일부 물가 통제를 다시 시행했지만, 이러한 통제의 비인기성으로 인해 행정부는 연방 지출 삭감을 포함하여 인플레이션을 억제할 다른 방법을 모색하게 되었다. 1946년 7월, 평균 물가가 전례 없는 5.5%의 비율로 상승한 후, 트루먼은 일부 품목에 대한 물가 통제 권한을 연장하는 법안을 통과시켰다. 실업률은 낮게 유지되었지만, 노동 불안, 인플레이션 및 기타 문제들은 트루먼의 인기를 크게 손상시켰고, 이는 1946년 11월 중간 선거에서 민주당의 부진한 성과에 기여했다. 이 선거에서 공화당이 승리한 후, 트루먼은 임대료 규제를 제외한 모든 연방 임금 및 물가 통제의 종료를 발표했다.

#### 노동 불안

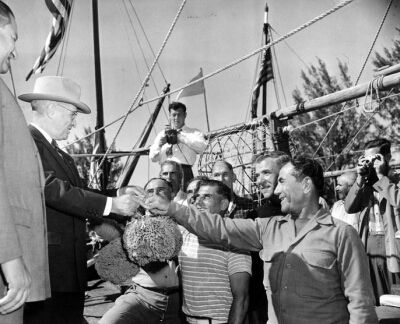
트루먼과 1947년 플로리다의 스펀지 잠수부들.

경영진과 노동자 간의 갈등은 경제를 평시 생산으로 전환하는 데 가장 큰 과제 중 하나였다. 조직 노동자들은 전쟁 중에 파업을 자제하겠다는 약속을 지켰지만, 노동 지도자들은 전후 경제 회복의 이득을 공유하기를 열망했다. 1945년 9월과 10월에 여러 노동 분쟁이 발생한 후, 트루먼은 11월에 기업 및 조직 노동 지도자들 간의 전국 회의를 소집하여 노동 관련 경제 혼란을 피하기 위한 단체 협약을 옹호했다. 이 회의는 큰 영향을 미치지 못했다. 전례 없는 대규모 파업이 미국을 강타했으며, 1946년 2월까지 거의 200만 명의 노동자들이 파업 또는 기타 노동 분쟁에 참여했다. 많은 파업은 트루먼이 경멸했던 산업별 노동조합 회의(CIO)의 존 L. 루이스가 주도했다.
1946년 5월 전국 철도 파업이 임박하자 트루먼은 철도를 압류하여 계속 운영하게 했으나, 두 주요 철도 노조는 어쨌든 파업을 강행했다. 전국 철도 시스템 전체가 폐쇄되어 하루 24,000개의 화물 열차와 175,000개의 여객 열차가 멈췄다. 이틀 동안 일반 대중과 트루먼 자신 사이에서 대중의 분노가 커졌고, 대통령은 의회에 노병들에게 린치 폭도를 결성하여 노조 지도자들을 파괴하라고 촉구하는 메시지를 작성했다. 최고 보좌관 클라크 클리퍼드가 연설을 다시 쓰고 완화시킨 후, 트루먼은 의회에 모든 철도 파업 참가자들을 군대에 징집하는 새로운 법률을 통과시키라고 요구하는 연설을 했다. 연설을 마칠 때 그는 방금 전달받은 메시지를 읽었는데, 파업이 대통령의 조건으로 해결되었다는 내용이었다. 트루먼은 그럼에도 불구하고 연설을 마쳤고, 파업에 대한 자신의 불만을 분명히 했다. 트루먼의 연설은 파업의 물결이 끝났음을 알리는 신호였는데, 기업과 노동 지도자들 모두 행정부의 강한 반응을 유발할 만한 후속 조치를 일반적으로 피했기 때문이다. 파업은 노동조합의 정치적 입지를 손상시켰고, 일본 항복 후 1년 동안 블루칼라 노동자들의 실질 임금은 12퍼센트 이상 하락했다. 동시에 CIO의 남부 대규모 확장 노력("딕시 작전"으로 알려진 캠페인)은 실패했다.

### 고등 교육 및 재향군인 혜택

#### G.I. Bill

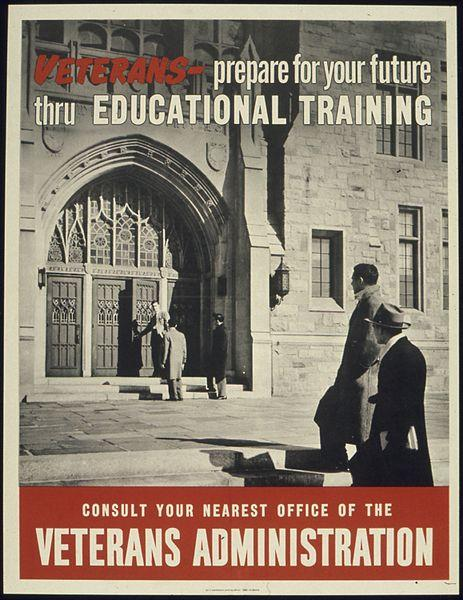
G.I. Bill에 대해 병사들에게 알려주는 정부 포스터

G.I. Bill은 1944년 보수 연합에 의해 통과되었는데, 이들은 루스벨트 행정부가 선호하는 저소득층 전체를 위한 대규모 복지 프로그램과는 달리, "자격 있는" 전시 재향군인에게만 혜택을 제한하고자 했다. G.I. Bill의 가장 유명한 부분은 재향군인에게 무료 대학, 직업 및 고등학교 교육을 제공하는 것이었다. 이는 무료 등록금뿐만 아니라 재향군인과 그 가족을 위한 완전한 주거 및 생활 수당을 포함했다. 220만 명의 재향군인이 급히 지어진 교실로 몰려들면서 고등 교육에 놀라운 변화가 일어났다. G.I. Bill 덕분에 1940년에 20만 명이 조금 넘던 대학 학위 수여 수는 1950년에 거의 50만 명으로 증가했다.
G.I. 법안은 또한 재향군인을 위한 저렴한 주택 대출을 보장했는데, 이는 매우 낮은 계약금과 낮은 이자율을 특징으로 했다. 1947년에만 54만 명의 재향군인이 평균 7,300달러에 주택을 구입했다. 개발업자들은 도시 외곽의 빈 땅을 구입하여 몇 가지 디자인을 기반으로 한 단독 주택을 건설하고 도로와 유틸리티를 제공했다. 따라서 G.I. 법안은 1945년에서 1955년 사이에 1,500만 채의 주택이 건설되도록 도왔고, 주택 소유율은 1945년 50%에서 1960년 60%로 증가했다. 자동차 산업의 성장과 함께 G.I. 법안의 주택 혜택은 모든 주요 도시 주변의 교외 지역의 대규모 확장을 도왔다.
교육 및 주택 혜택 외에도 이 법안은 중소기업이나 농장을 시작하려는 재향군인을 위한 지원과 1년 간의 실업 수당을 포함했다.

#### 미국 민주주의 고등 교육 위원회
트루먼은 1946년에 미국 민주주의 고등 교육 위원회를 설립하여 영향력 있는 보고서를 발표했다. 이 보고서는 고등 교육에 대한 몇 가지 중요한 변화를 요구했는데, 그 중에는 "그러한 교육을 통해 이득을 얻을 수 있는 모든 젊은이"에게 무료로 제공될 공공 커뮤니티 칼리지 네트워크 설립이 포함되었다. 위원회는 1940년대 후반에 "커뮤니티 칼리지"라는 용어를 대중화하는 데 기여했으며 미국의 2년제 학위 기관의 미래를 형성하는 데 도움이 되었다. 보고서는 또한 장학금, 연구 지원금, 그리고 학교와 학생에 대한 일반적인 지원 형태로 연방 지출을 늘릴 것을 요구한다.

### 제80회 의회와 태프트-하틀리 법안

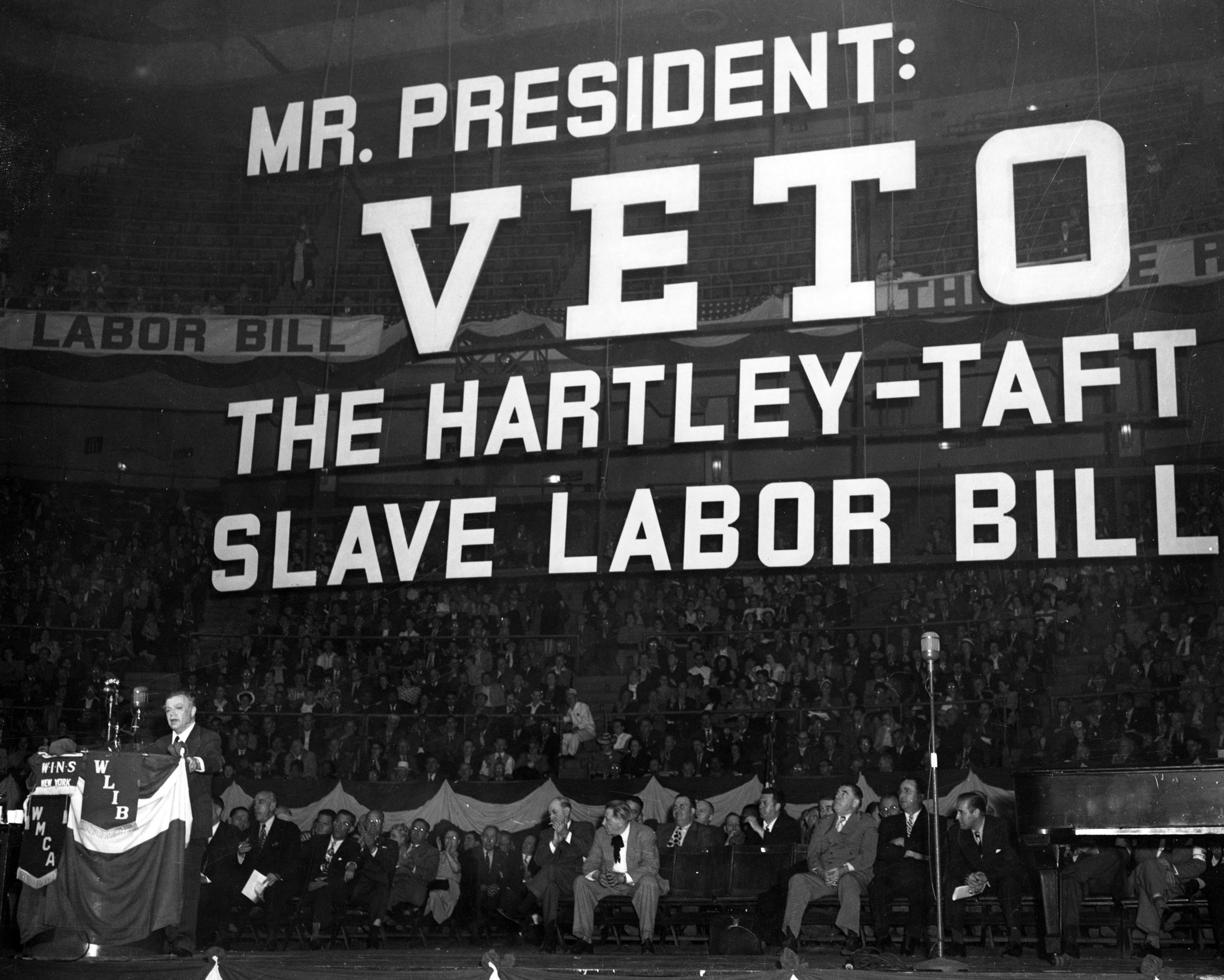
국제숙녀복노동자조합의 데이비드 두빈스키가 1947년 태프트-하틀리 법안에 반대하는 연설을 하고 있다.

1946년 중간 선거에서 공화당은 1930년대 초반 이후 처음으로 의회의 통제권을 장악했다. 트루먼은 처음에는 주택 프로그램과 다른 잠재적 공통 분야의 통과에 집중하며 의회의 공화당 지도자들과 협력하기를 희망했다. 트루먼과 제80대 의회는 균형 잡힌 예산에 동의할 수 있었지만, 트루먼이 선호하는 국방 및 일부 다른 프로그램에는 더 적게 지출했다. 의회는 또한 행정부 개편을 일련의 제안한 후버 위원회의 설립에 동의했다. 그러나 제80대 의회는 트루먼의 정책에 강력히 저항했다. 그들의 첫 번째 주요 조치 중 하나는 수정 헌법 제22조의 승인이었는데, 이는 두 번 이상 재임한 유일한 대통령인 프랭클린 D. 루스벨트에 대한 암묵적인 비난으로 대통령의 임기 제한을 설정했다. 의회는 또한 세금을 삭감하고, 주간상거래위원회를 약화시키고, 사회 보장 대상 직원의 수를 줄이도록 고안된 법안을 통과시켰지만, 모두 1947년 트루먼에 의해 거부권이 행사되었다. 1948년 회기 재개 후, 의회는 또 다른 대규모 세금 삭감인 1948년 수익 법안을 통과시켰다. 트루먼은 다시 법안에 거부권을 행사했지만, 이번에는 그의 거부권이 의회에 의해 무시되었다.
1945년과 1946년의 노동 불안에 대응하여 의회는 1935년 전국노동관계법을 개정한 1947년 노동 관리 관계법, 일명 태프트-하틀리 법을 통과시켰다. 트루먼은 이 법안을 "노예 노동 법안"이라고 비난하며 거부권을 행사했지만, 의회는 거부권을 무시했다. 태프트-하틀리 법은 여러 종류의 고용주 행위를 불공정 노동 관행으로 규정했던 1935년 전국노동관계법(일명 와그너 법)에 금지된 노동 조합 행위 목록을 추가했다. 태프트-하틀리는 노조가 특정 업무를 해당 노조가 대표하는 근로자에게 배정하도록 고용주에게 압력을 가하기 위해 파업하는 관할권 파업과, 노조가 주된 분쟁이 없는 사업체와 관련되어 있지만 대상 사업체와 관련된 사업체의 물품을 피켓 시위하거나 파업하거나 취급을 거부하는 제2차 불매운동 및 "공통 부지" 피켓 시위를 금지했다. 이 법은 또한 고용주에게 노조원만을 고용하도록 요구하는 계약상의 합의인 클로즈드 숍을 불법화했다. 태프트-하틀리 법은 또한 주에 단결권법("단결권법"이라고도 함)을 통과시킬 권한을 부여했는데, 이는 유니언 숍을 금지한다. 모든 노조 간부들은 공산주의자가 아님을 서약해야 했고, 그렇지 않으면 노조는 전국노동관계위원회에 의해 보장되는 연방 교섭권을 잃게 되었다.
태프트-하틀리 법안에 대한 공개적인 반대에도 불구하고, 트루먼은 파업과 직장 폐쇄를 중단시키기 위해 비상 조항을 여러 번 사용했다. 법안을 폐지하거나 수정하려는 반복적인 노조의 노력은 항상 실패했고, 법안은 오늘날에도 유효하다. 역사가 제임스 T. 패터슨은 다음과 같이 결론지었다.
1950년대까지 대부분의 관찰자들은 태프트-하틀리가 와그너 법이 고용주에게 미쳤던 것보다 노동자에게 더 재앙적이지 않다는 데 동의했다. 노동 관계에서 가장 중요한 것은 태프트-하틀리 같은 정부 법률이 아니라 경제 시장에서 노조와 경영진의 상대적인 힘이었다. 노조가 강했을 때 그들은 보통 잘 해냈고, 노조가 약했을 때 새로운 법률은 그들에게 추가적인 해를 거의 입히지 않았다.

### 페어딜 정책
취임 후 첫 주요 의회 연설에서 트루먼은 자유주의적 국내 프로그램을 표명했지만, 그의 초기 국내 정책은 전후 전환에 지배되었다. 1948년 선거를 준비하면서 트루먼은 뉴딜 전통의 민주당원으로서의 자신의 정체성을 분명히 했으며, 국가 의료 시스템, 태프트-하틀리 법 폐지, 교육에 대한 연방 지원, 공공 주택 프로그램 확대, 최저 임금 인상, 테네시강 유역 개발 공사와 같은 더 많은 공공 전력 프로젝트, 그리고 더 누진적인 세금 구조를 옹호했다. 행정부는 또한 정부의 농업 생산 통제 및 가격 지지 정책을 농민에 대한 직접 지불로 대체하는 브래넌 계획을 제안했다. 이 모든 제안들을 합쳐서 트루먼의 제안은 "페어딜 정책"로 알려진 광범위한 입법 의제를 구성했다. 뉴딜과 페어딜의 주요 차이점은 후자가 공격적인 민권 프로그램을 포함했다는 점인데, 트루먼은 이를 도덕적 우선 순위라고 불렀다. 트루먼의 제안은 1948년 이후 의회에서 민주당이 다시 다수를 차지했음에도 불구하고 의회에서 잘 받아들여지지 않았다. 공화당과 보수적인 남부 민주당의 보수 연합이 페어딜 통과를 저지하는 데 주요 역할을 했지만, 자유주의자들이 많은 프로그램의 세부 사항에 동의하지 못한 것도 입법 교착 상태에 기여했다.
주요 페어딜 법안 중 1949년 주택법 단 하나만이 제정되었다. 이 법은 슬럼가 철거와 6년 동안 81만 채의 저소득 주택 건설에 자금을 지원했다. 트루먼은 제81차 의회에서 다른 승리를 거두었는데, 최저 임금이 시간당 40센트에서 75센트로 인상되었고, 은퇴자를 위한 사회 보장 혜택이 두 배로 늘었으며, 셀러-케포버 법 통과를 통해 셔먼 반독점법의 허점이 메워졌다. 1950년 중간 선거는 공화당과 보수 민주당을 강화하여 더 이상의 페어딜 프로그램 통과 가능성을 없앴다. 트루먼은 대부분의 주요 페어딜 제안을 통과시키는 데 실패했지만, 여전히 운영 중인 주요 뉴딜 프로그램이 손상되지 않고, 많은 경우 약간의 개선을 이루도록 도왔다. 페어딜은 나중에 린든 B. 존슨 재임 기간 동안 통과된 많은 위대한 사회 프로그램에 영감을 주었다.

#### 민권

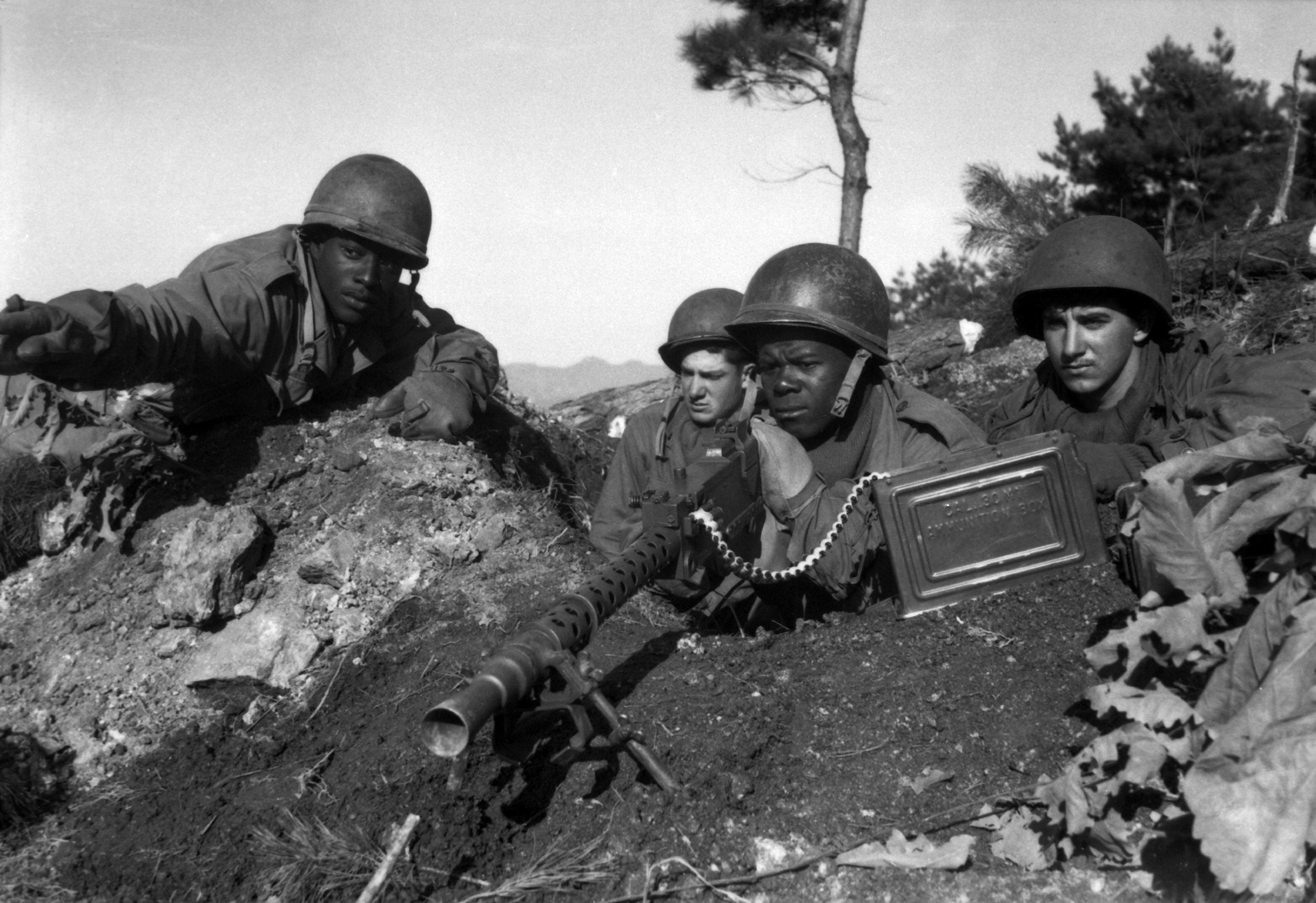
행정명령 9981호는 미군 내 인종 차별을 폐지했다.
(사진은 1950년 11월 6.25 전쟁 중 전투 중인 제2보병사단 소속 미군 병사들)

역사가 도널드 R. 맥코이와 리처드 T. 루에텐은 트루먼이 "민권 프로그램을 가진 최초의 대통령이었으며, 소수자의 근본적인 문제들을 해결하려고 노력한 최초의 대통령이었고, 미국 내 차별과 불평등의 존재를 강력하고 일관되게 비난한 최초의 대통령이었다"고 썼다. 1947년 대통령 민권위원회의 "이러한 권리를 확보하기 위해"라는 보고서는 민권 개혁의 상세한 10가지 의제를 제시했다. 1948년 2월, 대통령은 의회에 투표권 및 공정 고용 관행과 같은 문제에 전념하는 여러 연방 사무실을 설립할 것을 제안하는 민권 의제를 제출했다. 이는 1948년 민주당 전당대회를 앞두고 남부 민주당원들로부터 비난의 폭풍을 불러일으켰지만, 트루먼은 타협을 거부하며 "내 선조들은 남부 연합군이었지만... 해외에서 돌아온 흑인 병사들이 미시시피에서 육군 트럭에서 던져져 폭행당했다는 것을 알게 되었을 때 내 위장은 뒤집혔다"고 말했다. 제81차 의회 초기에 민권 지지 의원들은 상원의 필리버스터 규칙을 단순 과반수 표결로 필리버스터를 저지할 수 있도록 개혁하려고 시도했다. 남부 상원의원들은 이 개혁을 막았고, 이로 인해 민권은 1950년대 후반까지 중요한 입법 문제로 떠오르지 않게 되었다.
의회에 의해 민권 의제가 저지되자 트루먼은 행정 조치로 눈을 돌렸다. 1948년 7월, 그는 행정명령 9981호를 발표하여 인종, 피부색, 종교 또는 출신 국가에 관계없이 미군에서 동등한 기회를 요구했다. 트루먼은 또한 행정명령 9980호를 발표하여 연방 정부의 공무원 내 인종 차별을 종식시켰다. 또 다른 행정명령은 1951년에 정부 계약 준수 위원회(CGCC)를 설립하여 국방 계약업체가 인종 때문에 차별하는 것을 막으려 했다.
인종 차별 해체는 몇 년이 걸렸는데, 스튜어트 심밍턴 장관의 미국 공군이 선두를 달렸다. 트루먼, 평등 대우 및 기회 위원회, 그리고 다양한 군 지부 간의 몇 년간의 계획 끝에 육군 부대는 1950년대 초에 인종적으로 통합되기 시작했고 나중에 해군도 통합되었다. 1948년 여군 통합법은 여성들이 평시 군대에서 전원 여성 부대에서 복무할 수 있도록 허용했다.
트루먼은 비백인들을 행정부와 사법부의 전례 없는 권력의 자리에 임명했다. 그가 임명한 인사 중에는 최초의 아프리카계 미국인 연방 항소 법원 판사였던 윌리엄 헨리 해스티가 있었다. 스위트 대 페인터와 같은 민권 소송에서 법무부는 인종 차별 종식을 지지하는 법정조언자 의견서를 제출했다. 1952년 12월, 트루먼 행정부는 브라운 대 토피카 교육위원회 재판에 대한 법정조언자 의견서를 제출했다. 2년 후, 이 사건에 대한 대법원의 판결은 공교육에서 인종 차별을 허용했던 "분리 평등 정책" 원칙을 사실상 뒤집게 되었다.

#### 건강 보험
트루먼이 취임할 무렵, 국민 건강 보험은 수십 년 동안 논의되어 왔지만, 큰 진전을 보이지 못했다. 1930년대 후반부터 병원들은 블루 크로스와 같은 민간 보험 계획을 추진했고, 1940년에서 1950년 사이에 건강 보험에 가입한 미국인의 비율은 9%에서 50% 이상으로 증가했다. 미국노동연맹(AFL)의 지지를 받아 트루먼은 1945년 11월에 국민 건강 보험 계획을 제안했지만, 보수주의자, 미국의사협회(법안에 반대하는 의료계를 결집시켰다), 그리고 재계의 연합에 의해 좌절되었다. 많은 노동 조합들은 기업과 협상하여 조합원들을 위한 더 나은 건강 혜택을 얻을 수 있다는 것을 발견했고, 그래서 그 목표에 점점 더 집중했다. 트루먼의 건강 관리 계획 실패는 민간 고용주가 미국 건강 보험의 주요 후원자로서의 지위를 확고히 했다.

### 범죄와 부패

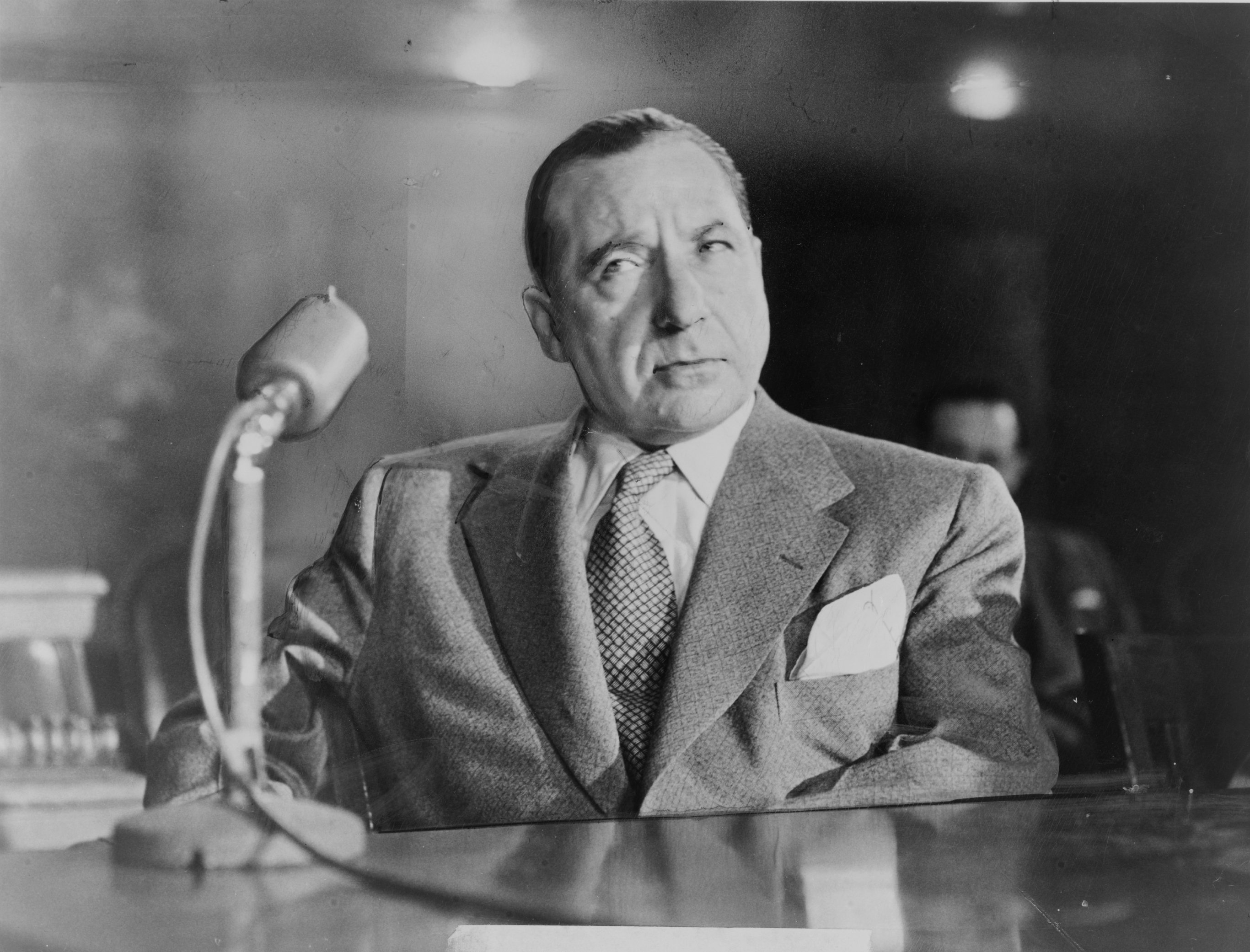
마피아 프랭크 코스텔로가 케포버 위원회에서 증언하고 있다.

더 많은 젊은이들이 거리에 나오고 더 많은 돈이 유통되면서 1945년 이후 경범죄율이 증가했다. 훨씬 더 심각한 문제는 전문 범죄 조직이 운영하는 조직범죄였는데, 이는 공화당 정치인과 언론이 가장 좋아하는 공격 주제가 되었다. 1947년 법무부는 여러 주요 도시에서 대배심 조사를 위한 증거를 수집하기 위해 '조직범죄 단속반'을 조직했으며, 많은 도박 사업가와 사기꾼의 소득세 신고서가 감사되었다. 그러나 연방 관리들은 새로운 정보를 지역 법 집행 기관과 공유하는 것을 꺼려했다. 트루먼과 그의 법무부 장관 J. 하워드 맥그래스는 지역 관리들에게 조직범죄를 물리치는 데 주된 부담을 져야 한다고 말했다. 테네시주의 자유주의 민주당 상원의원인 에스테스 케포버는 1950년 주간 상업 범죄 조사 특별 위원회 위원장으로서 주요 상원 조사를 시작했다. 케포버는 상원 신인임에도 불구하고 대규모 전국적인 언론 보도를 받았고 대통령 후보가 되었다.
케포버 위원회는 고위 행정부 관리들 사이에서 수많은 부패 혐의를 폭로했는데, 이들 중 일부는 호의의 대가로 고가의 모피 코트와 깊은 냉장고를 받았다. 케포버는 또한 160명 이상의 국세청(IRS) 관리들이 뇌물을 받거나, 사무실을 사적인 사업을 운영하는 데 사용하거나, 연방 자금을 횡령하거나, 부하들의 부패 행위를 묵인했다는 사실을 발견했다. 조직 범죄의 다양한 스캔들은 트루먼에게 직접적인 영향을 미치지 않았지만, 그의 행정부 내에서 영향력 행사와 같은 스캔들 문제를 부각시키고 악화시켰다. 1952년에 트루먼은 국세청의 부패 혐의를 조사하기 위해 뉴볼드 모리스를 특별 검사로 임명했다. 맥그래스 법무장관이 모리스를 너무 열성적이라는 이유로 해고하자, 트루먼은 맥그래스를 해고했다.

### 냉전에 대한 국내적 반응

#### 반공 자유주의
냉전의 시작은 외교 정책 문제, 특히 소련의 역할과 국내 공산주의에 대한 대응을 둘러싸고 민주당 좌파 진영에 혼란을 야기했다. 1946년 선거 이후 산업별 노동조합 회의(CIO)는 노조 지도부에서 공산주의자와 극좌 동조자들을 체계적으로 숙청했다. CIO는 숙청에 저항하는 일부 노조, 특히 세 번째로 큰 계열사인 미국 전기, 라디오 및 기계 노동자 연합 (UE)을 추방했다. 한편, AFL은 첫 번째 명시적인 정치 단위인 노동자 정치 교육 연맹을 설립하고, 점차적으로 비당파성의 역사적 전통을 포기했다. 추방된 좌파들은 1948년 대통령 선거에서 독립적인 캠페인을 벌인 헨리 A. 월리스를 중심으로 결집했다. CIO와 AFL의 개혁은 두 조직이 헨리 월리스를 물리치는 데 유리한 위치에 놓이게 했고, CIO와 AFL은 트루먼의 재선을 열렬히 지지했다. 월리스의 반대자들은 또한 반공 자유주의 단체인 민주 행동을 위한 미국인 협회 (ADA)를 설립했다. 극우파의 공산주의자 혐의에 대한 무차별적인 공격에 종종 비판적이었음에도 불구하고, ADA 회원들은 소련의 공산주의 지도자들로부터 명령을 받는다고 우려했던 좌파 활동가들을 공격했다.
트루먼은 1946년 11월에 임시 고용인 충성 위원회를 설립하여 연방 공무원에서 공산주의 동조자들을 제거하기 위한 고용인 충성 기준을 만들었다. 1947년 3월, 트루먼은 공산주의를 부인하기를 거부하는 좌파들을 숙청하라는 행정명령 9835호를 발표했다. 이 명령은 미국의 법무부 장관이 공산주의, 파시스트 또는 전체주의로 규정한 조직의 현재 회원이거나 관련이 있는 약 300명의 연방 공무원을 해고했다. 1947-48년까지 반공 자유주의자들은 민주당에서 중심적인 역할을 했으며, 트루먼의 반공 외교 정책을 열렬히 지지했다.

#### 소련 스파이 활동과 매카시즘
1948년 8월, 전 소련 스파이이자 타임지 선임 편집자였던 휘태커 체임버스는 하원 비미 활동 위원회(HUAC)에서 1930년대부터 미국 정부 내에서 지하 공산주의 네트워크가 활동해 왔다고 증언했다. 그는 전 국무부 관리였던 앨저 히스가 그 네트워크의 일원이라고 비난했다. 히스는 혐의를 부인했지만 1950년 1월 위증죄로 유죄 판결을 받았다. 1949년 소련의 핵무기 폭발 성공과 같은 해 민족주의 중국의 몰락으로 많은 미국인들은 소련 스파이의 전복이 미국의 좌절과 소련의 성공의 원인이었다고 결론 내리고, 정부와 다른 영향력 있는 곳에서 공산주의자들을 뿌리 뽑을 것을 요구했다. 그러나 트루먼은 그러한 의견에 전적으로 동의하지 않았고, 그의 재임 기간 내내 내부 안보를 유지하려는 욕구와 적색 공포가 무고한 사람들을 해치고 정부 운영을 방해할 수 있다는 우려 사이에서 균형을 잡으려 했다. 그는 히스 재판을 "가짜 논점"이라고 불렀지만, 동시에 스미스법에 따라 수많은 공산주의 지도자들을 기소하는 것을 주재했다.
애치슨 국무장관이 히스를 공개적으로 지지하고, 영국 핵무기 과학자 클라우스 푸크스가 스파이였다는 사실이 밝혀지는 등 여러 사건으로 인해 HUAC의 현직 및 전직 위원들은 트루먼 행정부, 특히 국무부가 공산주의에 대해 약하다고 비난했다. 사우스다코타주의 공화당 하원의원 칼 E. 먼트와 캘리포니아주의 리처드 닉슨은 HUAC에서 특히 목소리를 높이는 저명한 비판가로 떠올랐다. 위스콘신주의 조지프 매카시 상원의원은 웨스트버지니아 연설에서 국무부가 공산주의자들을 비호하고 있다고 비난하며 정치적 명성을 얻었다. 트루먼은 매카시의 노력이 제2차 세계 대전 이후 우세했던 초당파적 외교 정책을 훼손하여 소련에 정치적 선물을 줄 것이라고 주장했지만, 트루먼 재임 기간 동안 매카시에 반대하는 공화당원은 거의 없었다. 민주당 상원의원 윌리엄 벤튼은 매카시를 의회에서 축출하는 동의안을 발의했지만, 동의안은 부결되었고 벤튼은 1952년 재선 운동에서 패배했다. 한편 매카시는 재선되었다. 매카시의 반공 캠페인은 더 큰 적색공포의 일부였으며, 더욱 대립적인 냉전 외교 정책을 형성하는 데 중요한 역할을 했다. 이는 또한 좌파 정책을 지지하면 공산주의에 "온건하다"는 비난을 받을 수 있다고 우려하게 된 의원들과 다른 정치 지도자들에게 영향을 미쳤다.
6.25 전쟁의 발발은 이전에 제80회 의회에서 논의되었던 그러한 국내 안보 법안에 대한 새로운 관심을 불러일으켰다. 네바다주 상원의원 팻 매캐런은 공산주의 조직이 정부에 등록하도록 요구하고, 대통령이 간첩 행위에 가담했다고 의심되는 사람들을 무기한 구금할 수 있도록 허용하는 법안을 제출했다. 이 법안은 공산주의자 지지자로 낙인찍힐 것을 우려한 의원들로부터 거의 반대를 받지 않았으며, 매캐런 국내 보안법으로 하원과 상원을 모두 통과했다. 트루먼은 1950년 9월 이 법안이 개인의 자유를 침해하고 전복으로부터 보호하는 데 비효율적일 것이라고 주장하며 거부권을 행사했지만, 의회는 거부권을 무시했다.

### 이민
대공황과 전쟁 기간 동안 이민은 낮은 수준을 유지했다. 전쟁이 끝나면서 난민과 시민의 가족들이 도착하면서 급증했다. 이 문제는 트루먼 행정부에게 높은 우선순위는 아니었지만, 의회와 다양한 민족 집단 사이에서는 큰 관심이 있었다. 1945년에 전쟁 신부법은 미군에 복무한 미국 시민의 외국 태생 아내가 미국으로 이민할 수 있도록 허용했으며, 나중에는 미군 병사의 약혼자까지 포함하도록 확대되었다. 1946년에 루스-셀러 법은 필리핀인과 아시아 인도인에게 귀화 시민이 될 권리를 확대했으며, 이민 할당량을 연간 100명으로 설정했다. 1952년에는 트루먼의 거부권에도 불구하고 매캐런-월터 이민법이 통과되었다. 이 법은 1924년 이민법의 할당량 시스템을 유지했지만, 유럽 및 다른 지역으로부터의 이민을 위한 많은 새로운 기회를 추가했다. 실제로는 새로운 이민자 중 3분의 2가 기존 할당량 시스템 밖으로 입국했다. 이민법은 이민을 최소화하고자 했던 펜실베이니아주의 민주당 하원의원 프랜시스 E. 월터에 의해 효과적으로 통제되었다.

### 철강 공장 압류 실패
1945-1946년의 파업 물결만큼 심각하지는 않았지만, 1946년 이후에도 노동 분규는 계속해서 국가에 영향을 미쳤다. 1952년 4월 철강 파업이 임박하자 트루먼은 상무부 장관 찰스 W. 소여에게 국가의 철강 공장을 압류하고 계속 운영하도록 지시했다. 트루먼은 자신의 총사령관으로서의 권한과 한국 전쟁에 사용될 군수품을 위한 철강 공급을 중단 없이 유지할 필요성을 언급했다. 대법원은 압류가 위헌이라고 판단했고, 주요 권력 분립 결정인 영스타운 시트 & 튜브 대 소여 사건 (1952)에서 명령을 뒤집었다. 6대 3으로 내려진 이 판결은 트루먼의 권한 주장이 너무 모호하고 의회의 어떠한 입법적 조치에도 근거하지 않는다고 보았으며, 트루먼 또는 루스벨트가 임명한 전원 판사로 구성된 대법원에 의해 내려졌다. 대법원이 트루먼의 명령을 뒤집은 것은 그의 가장 주목할 만한 법적 패배였다. 대법원 결정은 국가를 심각한 철강 부족의 가능성에 놓이게 했지만, 트루먼은 1952년 7월 철강 경영진과 조직 노동자들이 합의에 도달하도록 설득할 수 있었다.

### 영토 및 종속국
트루먼은 미국 영토 및 종속국에 더 큰 권리를 부여하고자 했다. 그는 하와이와 알래스카를 주로 승격시키려고 시도했지만 성공하지 못했고 의회는 이 제안에 대해 행동하지 않았다. 트루먼은 괌, 사모아, 태평양 제도 신탁통치령에 대한 조직법을 추진하는 데 더 성공적이었는데, 후자는 제2차 세계 대전 이후 일본으로부터 획득한 것이었다. 1950년과 1951년에 통과된 이 법안은 이들 영토를 군사 통치에서 민간 행정으로 이전했지만, 해군은 상당한 영향력을 계속 행사했다. 1952년, 의회는 푸에르토리코의 새로 작성된 헌법을 인정하는 법안을 통과시켰다.

## 트루먼 대통령 재임 기간 중 선거
| 의회 | 상원 | 하원 |
| ---- | ---- | ---- |
| 79대 | 57   | 243  |
| 80대 | 45   | 188  |
| 81대 | 54   | 263  |
| 82대 | 48   | 234  |

### 1946년 중간 선거
1946년 중간 선거에서 트루먼의 민주당은 상하원 모두에서 의석을 잃었다. 1932년 선거 이후 의회의 한 회기조차 통제하지 못했던 공화당은 하원과 상원 모두를 장악했다. 트루먼의 당은 실망스러운 전후 경제로 인해 타격을 입었으며, 이 선거는 트루먼의 국내 정책 통과 희망에 큰 타격을 주었다. 그러나 댈렉은 1946년 선거를 트루먼이 대통령으로서 자신감을 얻고 대중의 모든 파벌을 달래려던 시도를 멈춘 시점으로 지목한다.

### 1948년 재선 캠페인

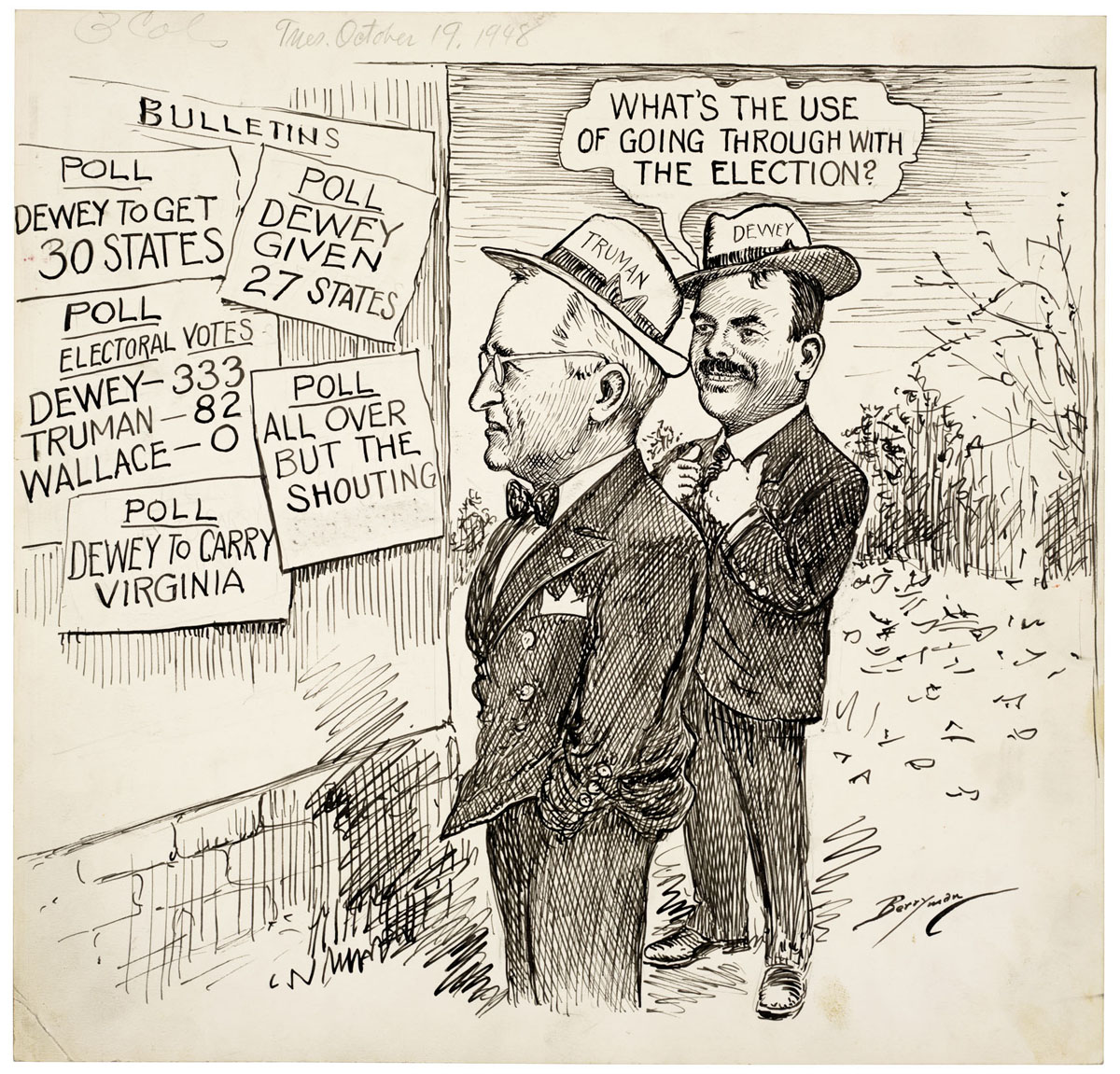
클리포드 K. 베리맨의 1948년 10월 19일 사설 만화는 10월 중순 전문가들의 합의를 보여준다.

1948년 봄, 트루먼의 대중 지지율은 36%에 불과했으며, 대통령은 1948년 대통령 선거에서 당선될 능력이 없다고 거의 보편적으로 여겨졌다. 당 내 "뉴딜" 충성파들은 – 프랭클린 D. 루스벨트의 아들 제임스를 포함하여 – 민주당 대통령 후보 지명을 드와이트 D. 아이젠하워 장군에게 돌리려고 노력했다. 아이젠하워는 매우 인기 있는 인물이었고, 그의 정치적 견해와 당적은 전혀 알려지지 않았다. 다른 자유주의자들은 윌리엄 O. 더글러스 대법관을 선호했지만, 아이젠하워와 더글러스 모두 출마를 거부했고, "트루먼 저지" 운동은 다른 후보 주위에 단결하는 데 실패했다.
1948년 민주당 전당대회에서 트루먼은 당 강령에 모호한 시민권 조항을 넣어 북부 대표단을 통합하려고 시도했다. 그는 미니애폴리스 시장 휴버트 험프리와 같은 자유주의자들에 의해 능가당했는데, 험프리는 트루먼과 전당대회를 설득하여 더 강력한 시민권 조항을 채택하도록 했다. 이에 대응하여 앨라배마와 미시시피의 많은 대표단이 전당대회에서 퇴장했다. 이에 아랑곳하지 않고 트루먼은 제80차 의회를 공격하는 공격적인 수락 연설을 했으며, 이를 "아무것도 하지 않는 의회"라고 불렀다. 러닝메이트로 트루먼은 자신이 선호하는 후보인 윌리엄 O. 더글러스 대법관이 지명을 거절하자 켄터키 상원의원 앨번 윌리엄 바클리를 받아들였다.
분리주의자인 사우스캐롤라이나 주지사 스트롬 서먼드는 주권민주당 소속으로 대통령 후보 출마를 선언하고 남부의 "주권론자"들의 전면적인 반란을 주도했다. 이 우익 반란은 진보당 소속으로 출마한 헨리 A. 월리스가 이끄는 좌익 반란과 맞먹었다. 월리스는 트루먼의 소련 접근 방식을 강력히 비판했으며, 진보당의 강령은 공립학교 인종 차별 폐지, 성평등, 국민 건강 보험 프로그램, 자유 무역, 대형 은행, 철도, 전력 공공 소유 등을 포함한 광범위한 문제들을 다루었다. 월리스는 많은 자유주의자, 지식인, 노조원, 참전 용사들의 지지를 얻었다. 한편 공화당은 1944년 대통령 후보였던 토머스 E. 듀이 뉴욕 주지사를 지명했다.
듀이는 낮은 위험의 캠페인을 벌이며 집권 후 계획에 대해 모호한 일반론만 내놓았고, 서먼드는 많은 이들이 예상했던 것보다 남부에서 지지를 덜 얻었다. 대부분의 백인 남부인들은 그를 너무 극단적이라고 생각했다. 월리스는 국내 정책에 대한 지지를 결집하지 못했고, 소련에 대한 유화적인 태도는 많은 잠재적 지지자들을 소외시켰다. 한편 트루먼은 열차를 타고 미국 전역을 누비며 열차 후미 플랫폼에서 "휘슬 스톱" 연설을 했다. 해리스버그 시내 광장에서의 연설과 같은 그의 전투적인 모습은 대중의 상상력을 사로잡았고 엄청난 인파를 모았다. 트루먼의 휘슬 스톱 행사에서 자발적으로 모인 대규모 인파는 캠페인 모멘텀의 변화를 보여주는 중요한 신호였지만, 이러한 변화는 전국 언론에 거의 눈에 띄지 않았다. 세 주요 여론 조사 기관들은 11월 2일 선거일 훨씬 전에 여론 조사를 중단했다. 로퍼는 9월에, 크로슬리와 갤럽은 10월에 중단하여 트루먼이 듀이를 앞질렀을 수 있는 시기를 측정하지 못했다.

트루먼 대통령은 1948년 대통령 선거에서 공화당의 토머스 E. 듀이를 물리쳤다.

결국 트루먼은 진보적인 중서부 기반을 유지하고, 시민권 강령에도 불구하고 대부분의 남부 주를 얻었으며, 오하이오, 캘리포니아, 일리노이와 같은 몇몇 중요한 주에서 간신히 승리했다. 그는 일반 투표의 49.6%를 얻어 303명의 선거인단을 확보했다. 듀이는 189명의 선거인단만을 얻었고, 서먼드는 39명, 헨리 월리스는 한 명도 얻지 못했다. 듀이는 루스벨트에게 일반적으로 투표했던 북동부 주들을 몇 곳 가져갔으며, 1948년 선거는 1916년 선거 이후 가장 근소한 차이의 대통령 선거였다. 동시 진행된 의회 선거에서 민주당은 하원과 상원 모두를 다시 장악했다. 선거 캠페인의 결정적인 이미지는 선거 다음 날 이른 아침에 찍힌 사진으로, 황홀경에 빠진 트루먼이 "Dewey Defeats Truman"이라는 거대한 제목이 실린 시카고 트리뷜의 잘못된 일면을 높이 들고 있는 모습이었다.

### 1950년 중간 선거
트루먼의 두 번째 중간 선거에서 공화당은 트루먼이 제안한 국내 정책과 6.25 전쟁 처리 방식에 반대하여 선거 운동을 벌였다. 공화당은 하원과 상원 모두에서 의석을 늘렸지만, 어느 의회도 장악하는 데 실패했다. 트루먼은 매카시즘을 내세워 선거 운동을 펼친 이들의 명백한 성공에 특히 화가 났다.

### 1952년 선거 및 전환기

#### 트루먼의 초기 캠페인과 철회

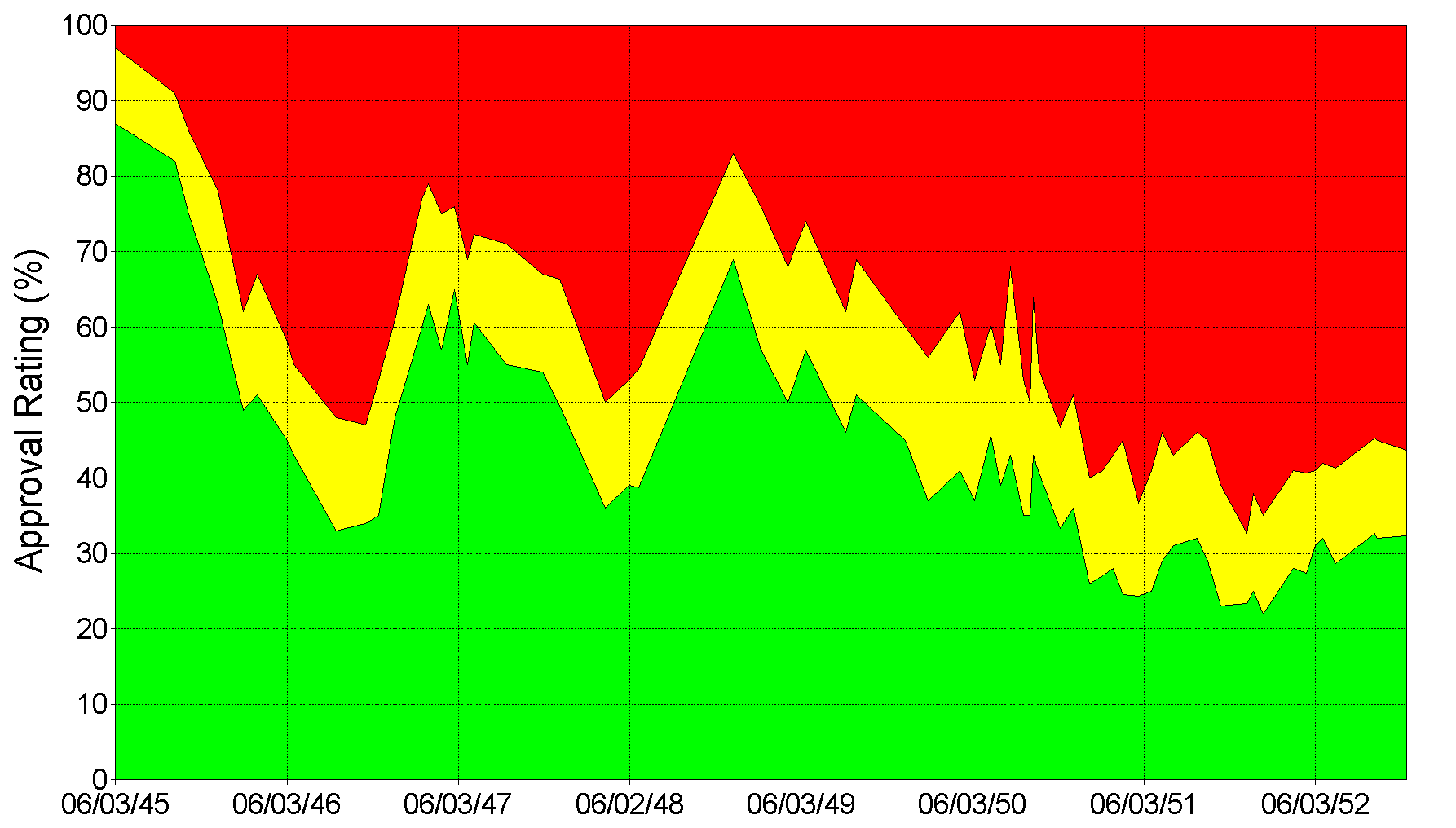
갤럽 여론 조사에서의 트루먼 지지율 그래프

1952년 뉴햄프셔 프라이머리가 열릴 무렵, 1952년 민주당 경선의 주요 경쟁 중 하나에서 트루먼은 재선 출마 여부를 밝히지 않았고, 다른 어떤 후보도 트루먼의 지지를 얻지 못했다. 비록 미국 수정 헌법 제22조가 비준되었지만, 트루먼은 이 수정 헌법의 할아버지 조항 덕분에 또 다른 임기를 위해 출마할 수 있었다. 트루먼이 후임자로 가장 선호했던 프레드 빈슨 대법원장은 출마를 거절했고, 애들레이 스티븐슨 일리노이 주지사도 트루먼의 제안을 거절했으며, 앨번 윌리엄 바클리 부통령은 너무 늙었다고 여겨졌고, 트루먼은 에스테스 키포버 상원의원을 싫어했다. 따라서 트루먼은 지지자들에 의해 뉴햄프셔 프라이머리에 이름을 올리게 했다. 매우 인기 없는 트루먼은 케포버에게 쉽게 패배했고, 18일 후 대통령은 두 번째 완전한 임기를 추구하지 않을 것이라고 발표했다. 트루먼은 결국 스티븐슨을 설득하여 출마하게 했고, 스티븐슨 주지사는 결국 1952년 민주당 전당대회에서 지명을 얻었다.

#### 총선과 전환기

공화당의 드와이트 D. 아이젠하워는 1952년 대통령 선거에서 민주당의 애들레이 스티븐슨을 물리쳤다.

드와이트 D. 아이젠하워 장군의 대중적 위상과 국내 문제에 대한 그의 알려지지 않은 견해는 그를 1948년 선거에서 양당의 잠재적 후보로서 매력적으로 만들었다. 비록 그는 일반적으로 트루먼의 외교 정책을 지지했지만, 아이젠하워는 사적으로 대부분의 국내 문제에 대해 보수적인 견해를 가지고 있었고 민주당원으로 출마하는 것을 진지하게 고려하지 않았다. 1951년부터 토머스 듀이와 헨리 캐벗 로지 주니어가 이끄는 동부, 국제주의 공화당원들은 아이젠하워를 공화당 대통령 후보로 지명하기 위한 초안 운동을 조직했다. 아이젠하워는 처음에는 이러한 노력을 거부했지만, 1952년 3월에 뉴햄프셔 예비 선거에 이름을 올리는 데 동의했다. 그는 부분적으로 로버트 태프트를 물리치고자 하는 열망에 의해 동기 부여되었다. 1952년 공화당 경선은 듀이의 당의 국제주의 진영과 태프트의 보수주의, 고립주의 진영 간의 싸움이 되었다. 아이젠하워는 1952년 공화당 전당대회에서 태프트를 간신히 이겼다. 아이젠하워의 승인을 받아 전당대회는 리처드 닉슨을 부통령 후보로 지명했다.
한때 좋았던 트루먼-아이젠하워 관계는 선거 운동 중에 악화되었다. 트루먼은 아이젠하워가 위스콘신에서 조지프 매카시와 같은 연단에 서서, 매카시가 최근 중국에서 실패자로 비난했던 조지 마셜 장군을 옹호하지 않았을 때 경악했다. 아이젠하워는 스티븐슨을 지지하기 위해 휘슬 스톱 투어를 한 트루먼이 아이젠하워가 공화당 내의 "사악한 세력... 반유대주의, 반카톨릭주의, 반외국인주의"를 무시했다고 비난했을 때 격분했다.
스티븐슨의 공공 서비스와 쟁점 중심의 캠페인은 많은 자유주의자들에게 어필했지만, 그는 흑인, 소수 민족 백인, 노동 계급 사이에서 지지를 결집할 수 없었다. 아이젠하워는 트루먼의 실패를 비난하며 캠페인을 벌였다: "한국, 공산주의, 그리고 부패." 여론 조사에서는 아이젠하워가 선거에서 승리할 것이라고 일관되게 나타났고, 닉슨은 자신의 재정에 대한 잠재적으로 위험한 논란을 전국 텔레비전으로 생중계된 체커스 연설로 능숙하게 처리했다. 부분적으로 체커스 연설 덕분에 텔레비전은 선거에서 중요한 매체가 되었다. 텔레비전을 보유한 가구 수는 1948년 20만 가구 미만에서 1952년 1,500만 가구 이상으로 증가했다. 선거일, 널리 예상되었던 대로 아이젠하워는 스티븐슨을 큰 차이로 물리쳤다. 아이젠하워는 일반 투표의 55.4%를 얻어 442명의 선거인단을 확보했으며, 남부를 제외한 거의 모든 주를 차지했다. 아이젠하워는 대부분의 공화당 하원의원보다 앞섰지만, 그의 당은 하원과 상원 모두를 장악하여 1930년 선거 이후 처음으로 공화당이 의회와 대통령직을 통합적으로 통제하게 되었다.

## 역사적 평가

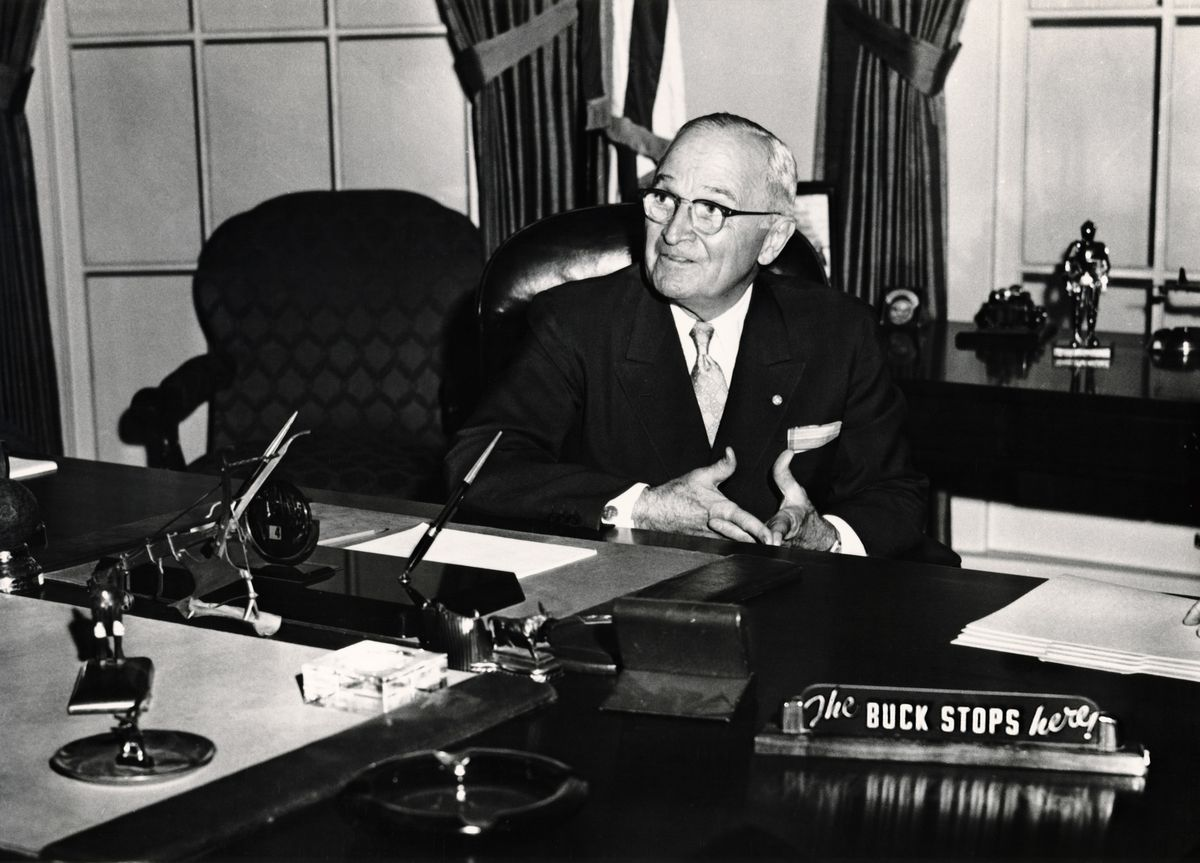
1959년 트루먼은 트루먼 도서관에 재현된 트루먼 백악관 타원 집무실에서 유명한 "The Buck Stops Here" 표지판을 책상에 놓고 포즈를 취했다.

트루먼의 역사가와 정치 과학자들의 여론 조사에서의 순위는 9위 아래로 떨어진 적이 없으며, 2009년 C-SPAN 여론 조사에서는 5위까지 올랐다. 2018년 미국정치학회 대통령 및 행정 정치 부문의 여론 조사에서는 트루먼을 7위로 평가했으며, 2017년 C-SPAN 역사가 여론 조사에서는 트루먼을 6위로 평가했다.
1953년 퇴임 당시 미국 대중은 트루먼을 역사상 가장 인기 없는 최고 행정관 중 한 명으로 보았다. 1952년 2월 갤럽 여론 조사에서 그의 직무 수행 지지율 22%는 워터게이트 사건 여파로 리처드 닉슨이 사임한 달인 1974년 8월 닉슨의 24%보다 낮았다. 1952년 언론인 새뮤얼 루벨은 "트루먼의 격렬하고 심지어 맹렬한 7년간의 활동 끝에 나라는 그가 처음 취임했을 때와 거의 같은 일반적인 지점에 있는 것처럼 보였다... 트루먼의 전체 기록에서 단 하나의 결정적인 돌파구를 찾을 수 없었다... 그의 모든 기술과 에너지는 — 그는 우리 역사상 가장 열심히 일하는 대통령 중 한 명이었다 — 제자리에 머무르는 데 집중되었다."고 언급했다. 1960년대와 1970년대의 대학 시위 기간 동안, 좌파의 수정주의 역사가들은 그의 외교 정책이 공산주의에 너무 적대적이고 국내 정책이 사업에 너무 유리하다고 비판했다. 그러나 1950년대 대학 교과서에서 트루먼의 이미지는 상당히 호의적이었고, 더 확고한 학자들은 수정주의 역사가들의 비판을 받아들이지 않았다.
트루먼에 대한 미국 대중의 감정은 시간이 지남에 따라 꾸준히 호의적으로 변했다. 트루먼은 1972년에 사망했고, 그의 사망은 그의 정치 경력에 대한 새로운 관심을 불러일으켰다. 이 시기에 트루먼은 대중의 상상력을 사로잡았고, 일종의 정치적 민속 영웅으로 부상했는데, 이는 많은 관찰자들이 닉슨 백악관에서 부족하다고 느꼈던 청렴성과 책임감을 구현하는 대통령으로 여겨졌다. 트루먼에 대한 이러한 대중적 재평가는 트루먼이 1961년부터 언론인 멀 밀러에게 들려준 회고록의 인기로 인해 더욱 강화되었는데, 이는 트루먼 사후에 출판될 것이라는 합의가 있었다. 음성 녹음을 출판된 녹취록과 비교한 학자들은 밀러가 트루먼의 말을 왜곡하거나 트루먼이 한 적 없는 발언을 조작했다고 결론지었다.
1991년 소련의 붕괴는 트루먼 지지자들이 전후 트루먼의 결정에 대한 정당성을 주장하게 만들었다. 트루먼의 전기 작가인 로버트 댈렉에 따르면, "파괴적인 핵 갈등 없이 냉전 승리에 기여한 그의 공헌은 그를 위대한 또는 거의 위대한 대통령의 위상으로 끌어올렸다." 1992년 데이비드 맥컬로프의 트루먼에 대한 호의적인 전기 출판은 트루먼을 높이 평가받는 최고 행정관으로 확고히 하는 데 더욱 기여했다. 그럼에도 불구하고 트루먼은 계속해서 비판을 받았다. 미국 정부 내 스파이 활동의 존재에 대한 트루먼에게 제공된 정보를 검토한 후, 민주당 상원의원 대니얼 패트릭 모이니핸은 트루먼이 미국 공산주의의 위험에 대해 "거의 고의적으로 둔감했다"고 결론지었다. 2002년, 역사가 알론조 햄비는 "해리 트루먼은 여전히 논란의 여지가 있는 대통령으로 남아 있다."고 결론지었다.
역사가 다니엘 R. 맥코이의 트루먼 행정부에 관한 책에 따르면,

해리 트루먼 자신은 강인하고, 배려심 깊으며, 솔직한 지도자라는 인상을 강하고 정확하게 주었다. 그는 때때로 천박했고, 종종 당파적이었으며, 대체로 민족주의자였다... 그 자신의 기준으로 볼 때, 트루먼은 제3차 세계 대전 발발을 막았고, 그가 자유 세계라고 부른 많은 부분을 공산주의 압제로부터 보존했다고 볼 수 있다. 그러나 그는 영구적인 평화를 확보하고, 민주주의를 위한 세상을 안전하게 만들고, 국제적으로 개인 발전을 위한 기회를 진전시키려는 그의 윌슨주의적 목표를 크게 달성하지 못했음이 분명하다.

전기 작가 로버트 도너번은 트루먼의 성격을 강조했다:
활기차고, 부지런하며, 소박했던 그는 중서부의 땅에 가까이서 자랐으며 농부들과 작은 마을 사람들의 고군분투를 이해했다....상원에서 10년을 보낸 후, 그는 펜더게스트 조직을 넘어섰다. 여전히 그는 하찮은 정치인들의 세계에서 왔으며, 그 분위기는 그가 완전히 떨쳐낼 수 없었던 것이었다. 그리고 그는 기계적으로 길러진 정치인들에게서 종종 볼 수 있는 특정 특성들을 가지고 있었다: 강렬한 당파성, 고집스러운 충성심, 정치적 동료들의 위반에 대한 어떤 무감각, 그리고 지식인 및 예술가들과의 교류를 꺼리는 경향.

## 내용주
1. ↑  트루먼은 프랭클린 D. 루스벨트 밑에서 부통령을 지냈고 1945년 4월 12일 루스벨트가 사망하자 대통령이 되었다. 1967년 미국 수정 헌법 제25조가 채택되기 전이었기 때문에, 부통령직의 공석은 다음 선거와 취임 때까지 채워지지 않았다.
2. ↑  For the historiography see Brazinsky, Gregg (2012). 〈The Birth of a Rivalry: Sino-American Relations during the Truman Administration〉.   Margolies, Daniel S. 《A Companion to Harry S. Truman》. 484–497쪽.
3. ↑  The Twenty-second Amendment limited presidents to two full terms. For the purposes of the amendment, a partial term of more than two years would count towards the term limit. The amendment was ratified by the requisite 36 states on February 27, 1951.[201][202]
4. ↑  A later statute, the Labor Management Reporting and Disclosure Act, passed in 1959, tightened these restrictions on secondary boycotts still further.
5. ↑  For a narrative of all the scandals, see Donovan 1983, 114–118, 332–339, 372–381쪽.

### 인용된 저서
- Chambers II, John W. (1999). 《The Oxford Companion to American Military History》. Oxford: Oxford University Press. ISBN 0-19-507198-0.
- Cohen, Eliot A.; Gooch, John (2006). 《Military Misfortunes: The Anatomy of Failure in War》. New York: Free Press. ISBN 978-0-7432-8082-2.
- Culver, John C.; Hyde, John (2000). 《American Dreamer: A Life of Henry A. Wallace》. W.W. Norton. ISBN 0-393-04645-1.
- Dallek, Robert (2008). 《Harry S. Truman》. New York: Times Books. ISBN 978-0-8050-6938-9.
- Donovan, Robert J. (1983). 《Tumultuous Years: 1949–1953》. New York: W. W. Norton. ISBN 978-0-393-01619-2.
- Hamby, Alonzo. "Truman, Harry S." in The Encyclopedia of the American Presidency edited by Leonard Levy and Louis Fisher (vol 4 1994) pp. 1497–1505.
- Hamby, Alonzo L. (1995). 《Man of the People: A Life of Harry S. Truman》. Oxford University Press. ISBN 978-0-19-504546-8.
- Herring, George C. (2008). 《From Colony to Superpower; U.S. Foreign Relations Since 1776》. Oxford University Press. ISBN 978-0-19-507822-0.
- Hogan, Michael J. (1998). 《A Cross of Iron: Harry S. Truman and the Origins of the National Security State, 1945-1954》. Cambridge University Press. ISBN 978-0-521-79537-1.
- Kennedy, David M. (1999). 《Freedom from Fear: The American People in Depression and War, 1929–1945》. Oxford University Press. ISBN 978-0195038347.
- Kirkendall, Richard S. (1990). 《Harry S. Truman Encyclopedia》. G. K. Hall Publishing. ISBN 978-0-8161-8915-1.
- Lenczowski, George (1990). 《American Presidents and the Middle East》. Durham: Duke University Press. ISBN 978-0-8223-0972-7.
- MacGregor, Morris J. Jr. (1981). 《Integration of the Armed Services 1940–1965》. Washington, D.C.: Center of Military History. ISBN 978-0-16-001925-8.
- McCoy, Donald R. (1984). 《The Presidency of Harry S. Truman》. University Press of Kansas. ISBN 978-0-7006-0252-0.
- McCullough, David (1992). 《Truman》. Simon & Schuster. ISBN 978-0-671-86920-5.
- Patterson, James (1996). 《Grand Expectations: The United States 1945–1974》. Oxford University Press. ISBN 978-0195117974.
- Pietrusza, David (2011). 《1948: Harry Truman's Improbable Victory and the Year That Transformed America》. Union Square Press. ISBN 978-1-4027-6748-7.
- Stokesbury, James L. (1990). 《A Short History of the Korean War》. New York: Harper Perennial. ISBN 978-0-688-09513-0.
- Truman, Margaret (1973). 《Harry S. Truman》. New York: William Morrow. ISBN 978-0-688-00005-9.
- Weinstein, Allen (1997). 《Perjury: The Hiss-Chambers Case》 revis판. Random House. ISBN 0-679-77338-X.

## 더 읽어보기

### 트루먼의 역할, 정치
- Baime, Albert J. Dewey Defeats Truman: The 1948 Election and the Battle for America's Soul (Houghton Mifflin, 2020).
- Berman, William C. The politics of civil rights in the Truman administration (Ohio State UP, 1970). dissertation version online
- Bernstein, Barton J. "The Truman administration and the steel strike of 1946." Journal of American History 52.4 (1966): 791–803. online
- Bernstein, Barton J. "The Truman administration and its reconversion wage policy." Labor History 6.3 (1965): 214–231.
- Brembeck, Cole S. (1952). 《Harry Truman at the whistle stops》. 《Quarterly Journal of Speech》 38. 42–50쪽. doi:10.1080/00335635209381730.
- Brinkley, Douglas. Silent Spring Revolution: John F. Kennedy, Rachel Carson, Lyndon Johnson, Richard Nixon, and the Great Environmental Awakening (2022) excerpt. chapter 2 on Truman
- Casey, Steven (2012). 〈Rhetoric and Style of Truman's Leadership〉. 《A Companion to Harry S. Truman》. 26–46쪽. doi:10.1002/9781118300718.ch2. ISBN 9781118300718.
- Ciment, James, ed. Postwar America: An Encyclopedia Of Social, Political, Cultural, And Economic History (4 vol 2006); 550 articles in 2000 pp
- Cochran, Bert. Harry Truman and the crisis presidency (1973); 432pp.
- Congressional Quarterly. Congress and the Nation 1945–1964 (1965), Highly detailed and factual coverage of Congress and presidential politics; 1784 pages. online
- Daniels, Jonathan (1998). 《The Man of Independence》. University of Missouri Press. ISBN 0-8262-1190-9.
- Daniels. Roger, ed. Immigration and the Legacy of Harry S. Truman (2010).
- Daynes, Byron W. and Glen Sussman, White House Politics and the Environment: Franklin D. Roosevelt to George W. Bush (2010) pp 36–45.
- Donaldson, Gary A. Truman Defeats Dewey (University Press of Kentucky, 2014).
- Donovan, Robert J. Conflict and crisis: The presidency of Harry S. Truman, 1945–1948. (1977).   Tumultuous Years: The Presidency of Harry S Truman, 1949–1953 (vol 2 1982); journalistic
- Ferrell, Robert Hugh (1994). 《Harry S. Truman: A Life》. University of Missouri Press. ISBN 978-0-8262-1050-0.
- Freeland, Richard. The Truman Doctrine and the Rise of McCarthyism (1971).
- Gardner, Michael R. Harry Truman and civil rights (SIU Press, 2002).
- Goulden, Joseph C. The Best Years: 1945–1950 (1976), popular social history
- Graff, Henry F. ed. The Presidents: A Reference History  (2nd ed. 1997),  pp 443–58.
- Gronlund, Mimi Clark. "A Controversial Appointment." Supreme Court Justice Tom C. Clark (University of Texas Press, 2021) pp. 137–146.
- Hah, Chong-do, and Robert M. Lindquist. "The 1952 steel seizure revisited: A systematic study in presidential decision making." Administrative Science Quarterly (1975): 587–605 online.
- Hamby, Alonzo L. (1991). 《An American Democrat: A Reevaluation of the Personality of Harry S. Truman》. 《Political Science Quarterly》 106. 33–55쪽. doi:10.2307/2152173. JSTOR 2152173.
- Hartmann, Susan M. Truman and the 80th Congress (1971) online
- James, Rawn. The Truman Court: Law and the Limits of Loyalty (University of Missouri Press, 2021).
- Karabell, Zachary. The Last Campaign: How Harry Truman Won the 1948 Election (Vintage, 2001).
- Lacey, Michael J. ed. The Truman Presidency (Cambridge University Press, 1991) 13 essays by specialists.
- Lee, R. Alton. "The Truman-80th Congress Struggle over Tax Policy." Historian 33.1 (1970): 68–82. online
- Lee, R. Alton. Truman and Taft-Hartley: A Question of Mandate (1966)
- McCoy, Donald R. and Richard T. Ruetten. Quest and Response: Minority Rights and the Truman Administration (U Press of Kansas, 1973).
- Marcus, Maeva. Truman and the Steel Seizure Case (Duke UP, 1994). link
- Matusow, Allen J. Farm policies and politics in the Truman years (Harvard UP, 1967).
- Mitchell, Franklin D. Harry S. Truman and the news media: contentious relations, belated respect (U of Missouri Press, 1998).
- Oshinsky, David M. (2004). 〈Harry Truman〉.   Brinkley, Alan; Dyer, Davis. 《The American Presidency》. Houghton Mifflin. ISBN 978-0-618-38273-6.
- Poen, Monte M. Harry S. Truman versus the medical lobby: The genesis of Medicare (U of Missouri Press, 1996).
- Pusey, Allen. "Truman Seizes Steel Mills." American Bar Association Journal 103 (2017): 72+.
- Richardson, Elmo. Dams, Parks and Politics: Resource Development and Preservation the Truman-Eisenhower Era (1973).
- Ris, Ethan W. "Higher education deals in democracy: The Truman Commission Report as a political document." Change: The Magazine of Higher Learning 54.1 (2022): 17–23. online
- Savage, Sean J. Truman and the Democratic Party (1997) online
- Schoenebaum, Eleanora W. ed. Political Profiles: The Truman Years (1978) 715pp; short biographies of 435 players in national politics 1945–1952.
- Sitkoff, Harvard. "Harry Truman and the election of 1948: The coming of age of civil rights in American politics." Journal of Southern History 37.4 (1971): 597–616 online.
- Stebbins, Phillip E. "Truman and the Seizure of Steel: A Failure in Communication." The Historian 34.1 (1971): 1–21 online.
- Swanson, Charles E., James Jenkins, and Robert L. Jones. "President Truman Speaks: A Study of Ideas vs. Media." Journalism Quarterly 27.3 (1950): 251–262.

### 외교 및 군사 정책
- Acheson, Dean. Present at the Creation: My Years in the State Department  (1969), a major primary source.  online
- Anderson Terry H. The United States, Great Britain, and the Cold War, 1944–1947. (1981)
- Beisner, Robert L. Dean Acheson: A Life in the Cold War (2015) online, a major scholarly study
- Blomstedt, Larry (2015). 《Truman, Congress, and Korea: The Politics of America's First Undeclared War》. U Press of Kentucky. 33–38쪽. ISBN 9780813166124.
- Casey, Steven (2005). 《Selling NSC-68: The Truman Administration, Public Opinion, and the Politics of Mobilization, 1950-51》 (PDF). 《Diplomatic History》 29. 655–690쪽. doi:10.1111/j.1467-7709.2005.00510.x.
- Congressional Quarterly. Congress and the Nation 1945–1964 (1965), Highly detailed and factual coverage of foreign and defense policy; pp 89–334; online
- Dobbs, Michael. Six Months in 1945: FDR, Stalin, Churchill, and Truman—from World War to Cold War (2012) popular narrative
- Dudziak, Mary L. (2011). 《Cold War Civil Rights》. doi:10.1515/9781400839889. ISBN 9781400839889.
- Falk, Stanley L. (1964). 《The National Security Council Under Truman, Eisenhower, and Kennedy》. 《Political Science Quarterly》 79. 403–434쪽. doi:10.2307/2145907. JSTOR 2145907.
- Freda, Isabelle. "Screening Power: Harry Truman and the Nuclear Leviathan" Comparative Cinema 7.12 (2019): 38–52. Hollywood's take.
- Gaddis, John Lewis. Strategies of Containment: A Critical Appraisal of Postwar American National Security Policy (1982, 2nd ed 2005) online
- Gaddis, John Lewis. George F. Kennan: An American Life (2011). online
- Haas, Lawrence J. (2016). 《Harry and Arthur: Truman, Vandenberg, and the Partnership That Created the Free World》. doi:10.1515/9781612348346. ISBN 9781612348346.
- Herken, Gregg. The winning weapon: The atomic bomb in the cold war, 1945–1950 (1980) online.
- Holsti, Ole (1996). 《Public Opinion and American Foreign Policy》. U of Michigan Press.
- House, Jonathan. A Military History of the Cold War, 1944–1962 (2012) excerpt and text search
- 아이작슨 월터, and 에반 토마스. The Wise Men. Six Friends and the World They Made. Acheson, Bohlen, Harriman, Kennan, Lovett, McCloy. (1986) excerpt.
- Larson, Deborah Welch. "Truman as World Leader." in Origins of Containment (Princeton University Press, 2021) pp. 126–149.
- Judis, John B. (2014). 《Genesis: Truman, American Jews, and the Origins of the Arab/Israeli Conflict》. New York: Farrar, Straus & Giroux. ISBN 978-0-374-16109-5.
- LaFeber, Walter (2002). 《America, Russia, and the Cold War, 1945–2002》. McGraw-Hill. ISBN 0-07-284903-7.
- Leffler, Melvyn P. For the Soul of Mankind: The United States, the Soviet Union, and the Cold War (2007)
- McFarland, Keith D. and Roll, David L. Louis Johnson and the Arming of America: The Roosevelt And Truman Years (2005)
- McGhee, George. The US-Turkish-NATO Middle East Connection: How the Truman Doctrine and Turkey's NATO Entry Contained the Soviets (Springer, 2016).
- McMahon Robert J. Dean Acheson and the Creation of an American World Order (2008)
- Maddox, Robert James. From War to Cold War: The Education of Harry S. Truman (Routledge, 2019).
- May, Ernest R. (2002). 《1947-48: When Marshall Kept the U.S. Out of War in China》 (PDF). 《The Journal of Military History》 66. 1001–1010쪽. doi:10.2307/3093261. JSTOR 3093261.
- Matray, James I., and Donald W. Boose Jr, eds. The Ashgate research companion to the Korean War (2014) excerpt.
- Merrill, Dennis (2006). 《The Truman Doctrine: Containing Communism and Modernity》. 《Presidential Studies Quarterly》 36. 27–37쪽. doi:10.1111/j.1741-5705.2006.00284.x.
- Miscamble, Wilson D. The most controversial decision: Truman, the atomic bombs, and the defeat of Japan (Cambridge UP,  2011).
- Miscamble, Wilson D. From Roosevelt to Truman:  Potsdam, Hiroshima, and the Cold War (2007)
- Moseman, Scott A. “Truman and the Formation of the Central Intelligence Agency.” Journal of Intelligence History 19#2 (2020): 149–66. https://doi.org/10.1080/16161262.2020.1774233
- Neuse, Steven. David E. Lilienthal: The Journey of an American Liberal. (University of Tennessee Press, 1996). on Atomic Energy Commission
- Offner, Arnold A. (1999). 《"Another Such Victory": President Truman, American Foreign Policy, and the Cold War》. 《Diplomatic History》 23. 127–155쪽. doi:10.1111/1467-7709.00159.
  - Offner, Arnold A. Another Such Victory: President Truman and the Cold War, 1945–1953 (Stanford University Press, 2002). online
- Paterson, Thomas G. "Presidential Foreign Policy, Public Opinion, and Congress: The Truman Years." Diplomatic History 3.1 (1979): 1–18. online
- Paterson, Thomas G. Meeting the communist threat: Truman to Reagan (Oxford UP, 1989).
- Pierpaoli, Paul G. Truman and Korea: The Political Culture of the Early Cold War (U of Missouri Press, 1999).
- Pogue, Forrest C. George C. Marshall. vol 4. Statesman: 1945–1959 (1987). online
- Sandler, Stanley (2014).  Sandler, Stanley, 편집. 《The Korean War》. doi:10.4324/9781315056265. ISBN 9781315056265.
- Schwartzberg, Steven. Democracy and US Policy in Latin America during the Truman Years (UP of Florida, 2003).
- Shaffer, Robert. "The Christian Century: Protestants Protesting Harry Truman's Cold War." Peace & Change 42.1 (2017): 93–127.
- Walton, Richard J. Henry Wallace, Harry Truman, and the cold war (Viking, 1976).
- Warren, Aiden, and Joseph M. Siracusa. "The Transition from Roosevelt to Truman." in US Presidents and Cold War Nuclear Diplomacy (Palgrave Macmillan Cham, 2021) pp. 19–34.,
- Watson, Robert P. Michael J. Devine, Robert J. Wolz, eds. The National Security Legacy of Harry S. Truman (2005)
- Weissman, Alexander D. "Pivotal politics—The Marshall Plan: A turning point in foreign aid and the struggle for democracy." History Teacher 47.1 (2013): 111–129. online, for middle and high schools

### 역사 서술
- Catsam, Derek (2008). 《The Civil Rights Movement and the Presidency in the Hot Years of the Cold War: A Historical and Historiographical Assessment》. 《History Compass》 6. 314–344쪽. doi:10.1111/j.1478-0542.2007.00486.x. S2CID 145006108.
- Corke, Sarah-Jane (2001). 《History, historians and the naming of foreign policy: A postmodern reflection on American strategic thinking during the Truman administration》. 《Intelligence and National Security》 16. 146–165쪽. doi:10.1080/02684520412331306250. S2CID 154408227.
- Dalfiume, Richard M. "Truman and the Historians: A Review Article." Wisconsin Magazine of History 50#3 (1967), pp. 261–264 online
- Ferrell, Robert H. Harry S. Truman and the Cold War Revisionists (U of Missouri Press, 2006).
- Gaddis, John Lewis (1983). 《The Emerging Post-Revisionist Synthesis on the Origins of the Cold War》. 《Diplomatic History》 7. 171–190쪽. doi:10.1111/j.1467-7709.1983.tb00389.x. S2CID 154907275.
- Griffith, Robert. "Truman and the Historians: The Reconstruction of Postwar American History." Wisconsin Magazine of History (1975) 59#1 : 20–47. in JSTOR
- Hogan, Michael J. (1996).  Hogan, Michael J, 편집. 《America in the World》. doi:10.1017/CBO9780511609473. ISBN 9780521498074.
- Kirkendall, Richard S. The Truman period as a research field: A Reappraisal, 1972  (2nd ed. 1974; 1st ed. 1967); For major essays plus commentaries by experts, 246pp.
- Kort, Michael. "The Historiography of Hiroshima: The Rise and Fall of Revisionism." New England Journal of History 64#1 (2007): 31–48. online
- Margolies, Daniel S, 편집. (2012). 《A Companion to Harry S. Truman》. doi:10.1002/9781118300718. ISBN 9781118300718.
- Orren, Karen, and Stephen Skowronek. "Regimes and regime building in American government: A review of literature on the 1940s." Political Science Quarterly 113.4 (1998): 689–702.  online
- Ris, Ethan W., and Eddie R. Cole. "Promises Made: The Truman Commission Report at 75." Peabody Journal of Education (2023): 1–4. online
- Savage, Sean J. (2012). 〈Truman in Historical, Popular, and Political Memory〉. 《A Companion to Harry S. Truman》. 7–25쪽. doi:10.1002/9781118300718.ch1. ISBN 9781118300718.
- Smith, Geoffrey S. (1976). 《"Harry, We Hardly Know You": Revisionism, Politics and Diplomacy, 1945–1954: A Review Essay》. 《American Political Science Review》 70. 560–582쪽. doi:10.2307/1959657. JSTOR 1959657. S2CID 144330938.
- Walker, j. Samuel (2005). 《Recent Literature on Truman's Atomic Bomb Decision: A Search for Middle Ground》. 《Diplomatic History》 29. 311–334쪽. doi:10.1111/j.1467-7709.2005.00476.x. S2CID 154708989.
- Williams, Robert J. (1979). 《Harry S. Truman and the American Presidency》. 《Journal of American Studies》 13. 393–408쪽. doi:10.1017/S0021875800007428. S2CID 144817103.

### 주요 출처
- Acheson, Dean. Present at the creation: My years in the State Department (1987). online
- Bernstein, Barton J. and Allen J. Matusow, eds. The Truman administration: A Documentary History (1966); 518 pp., online
- Clark, Clifford, and Holbrooke Richard. Counsel to the President (1991).
- Gallup, George H., ed. The Gallup Poll-Public Opinion-Volume One (1935–1948);  (1972); The Gallup Poll-Public Opinion-Volume Two (1949–1958) (1972)
- Giglio, James N. (2001). 《Truman in cartoon and caricature》. Kirksville: Truman State University Press. ISBN 978-0-8138-1806-1.
- Hamby, Alonzo L., ed. Harry S. Truman and the Fair Deal  (1974); 223pp; short excerpts from primary sources and from experts.
- Martin, Joseph William (1960). 《My First Fifty Years in Politics as Told to Robert J. Donovan》. New York: McGraw-Hill.
- Leahy, William D. I was There: The Personal Story of the Chief of Staff to Presidents Roosevelt and Truman, Based on His Notes and Diaries Made at the Time (1950).
- Merrill, Dennis, ed. Documentary history of the Truman presidency (University Publications of America, 2001).
- Miller, Merle. Plain Speaking: An Oral Biography of Harry S. Truman (1974).  WARNING: Scholars who have compared the audio tapes with the published transcripts have concluded the Miller often distorted what Truman said or fabricated statements Truman never made. See Robert H. Ferrell, & Francis H. Heller, (May–June 1995). "Plain Faking?". American Heritage Vol. 46, no. 3. pp. 21–33.
- Roosevelt, Eleanor. ed. Eleanor and Harry: The Correspondence of Eleanor Roosevelt and Harry S. Truman (Citadel Press, 2004)
- Truman, Harry S. Public papers of the presidents of the United States (8 vol. Federal Register Division, National Archives and Records Service, General Services Administration, 1946–53).
- Truman, Harry S. (1980).  Ferrell, Robert H., 편집. 《Off the Record: The Private Papers of Harry S. Truman》. Harper & Row. ISBN 978-0-8262-1119-4.
- Truman, Harry S. (1955). 《Memoirs: Year of Decisions》 1. Garden City, NY: Doubleday. online
- ———  (1956). 《Memoirs: Years of Trial and Hope》 2. Garden City, NY: Doubleday. online v 2
- Lyman Van Slyke, ed. The China White Paper: August 1949 (1967: 2 vol. Stanford U.P.); 1124pp; copy of official U.S. Department of State. China White Paper: 1949 vol 1 online at Google; online vol 1 pdf; vol 2 is not online; see library holdings via World Cat; excerpt are in Barton J. Bernstein, and Allen J. Matusow, eds. The Truman administration: A Documentary History (1966) pp 299–355.
- Vandenberg, Arthur Hendrick. The Private Papers of Senator Vandenberg (1952), ed by Joe Alex Morris.
- The Documentary History of the Truman Presidency, edited by Dennis Merrill (35 vol. University Publications of America, 1996) table of contents